# パチスロ用語の一覧

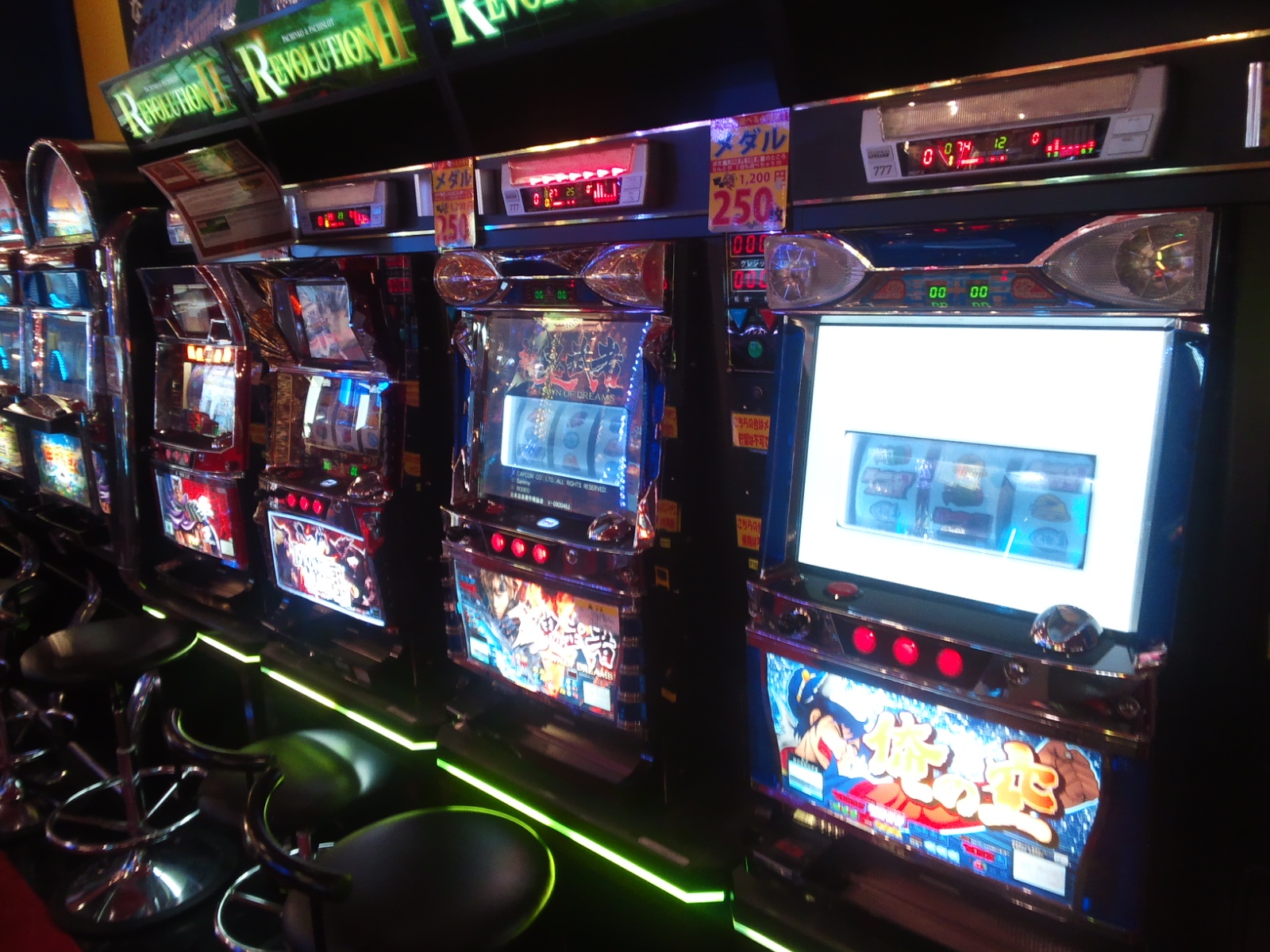
パチスロ機

パチスロ用語の一覧（ぱちすろようごのいちらん）

## 法律・規制上の区分
それぞれ0号機、1号機、1.5号機、2号機、3号機、4号機(4.0号機)、4.1号機、4.5号機、4.7号機、5号機を参照。 

## タイプ

### 2号機～4.7号機
パチスロ機は、0～1.5号機の間は、ゲーム性に差はあるものの、ボーナスゲームについてはほぼ同様の性質で、際立った差は無かった。しかし2号機が登場すると、ボーナスゲームの性質によってAからCまで3つのタイプに分けられ、それから4.7号機までの機種はカタログや筐体シールなどに必ず記載が行われていた。これらのタイプは全てビッグボーナス(BIG)等で出玉を得るタイプ。
基本の3タイプの他に、メーカーの自称やユーザからの俗称としての派生系のものも存在していた。規定上は全てAからCのどれかに分類される。
A-Cタイプ
Aタイプ（ボーナスゲーム最大3回）の特徴に加え、シングルボーナス(SIN)の確率がアップする集中役を搭載しているものを指す。
B-Cタイプ
A-CタイプのビッグボーナスがBタイプと同じくボーナスゲームが最大2回以下のもの。
タイプY
山佐から発売された『ナイツ』にのみ採用されているタイプで、ボーナスゲームが1回のみの物。タイプYとは山佐のYからの造語であり同社の呼称である。規定上ではBタイプに分類される。
A-CとB-Cタイプに関しては規定で決まっているわけではなく、単にAタイプ+集中役、Bタイプ+集中役という意味合いのみでの分類である。従って、各タイプにレギュラーボーナス(REG)やSINを搭載するかは自由で、『フローズンナイツ』（ユニバーサル販売）のようにシングルボーナスはあるが集中役のないAタイプなども存在する。
パチスロ専門誌などでは、これに加えてビッグボーナス中の平均獲得メダル数を組み合わせ「A-711」「B-450」などといった表記をすることが多い。また、獲得枚数変動方式の機種では、この表記が複合している場合もある。

### 5号機以降
5号機においては、BIGの終了契機がメダルの総払い出し枚数で判断される形に変更されており、一定の枚数に達するまではボーナスゲームに突入し続けている機種が主流のため、上記のようなタイプ分けは存在しない。
またARTを中心に出玉を増やす機種が主流になるにつれて、RTやATなどの付加がなく、純粋にボーナスのみでメダルを増加させる機種は、便宜上「Aタイプ」と呼称されることが多くなった。規定上はタイプ分け自体が存在しない為、あくまでユーザーやホールから見ての理解をしやすくする為の俗称である。
TYPE-F
JPSから発売された『2027』シリーズは「ボーナス成立後も敢えてボーナスを入賞させない」「ARTを中心に出玉を増やす」といった特殊なゲーム性を実装しており、こういったゲーム性を「TYPE-F」と自称していた。

## 器具・部位・周辺機器
〈器具・部位〉
筐体（きょうたい）
パチスロ機本体を指す。メーカーによって形は様々であるが、器具・部位の配置はほぼ同一。メーカーごとに、筐体モデルに名前を付けている場合が多い。近年の筐体は人間工学に基づいて製作されているため、長い時間の遊技においてストレスが感じにくくなっているのが特徴。車のように数年ごとにマイナーチェンジ・フルモデルチェンジがある。なお、順調なメーカーはあまりモデルチェンジを行わず、売れ行きに難のあるメーカーは頻繁にフルモデルチェンジを実施する傾向にある。
筐体パネル
筐体下部にあるパネル。大半が機種名やキャラクター図柄を記載しており、機種によってはいくつかのバージョンがある（当初から用意されているか、売れ行きが良い場合に追加されることもある）。多くは型番や認定証もここに記載される。
基板
当選確率や演出・効果音などを抽選・選択するコンピュータ。パチスロの頭脳。大きく「メイン基板」「サブ基板」の2つ。4.1号機頃から、情報処理量の増加に伴い、サブ基板の重要性が高まる。メイン基板は当選役、サブ基板は演出・効果音などの抽選・選択など用途で分けられる。新台導入時を初め、定期的に外部から基板が改造されていないかがチェックされる。ただし、メイン基板はサブ基板に命令を送ることができるが、サブ基板はその命令に対してメイン基板に応答を送ることができない（規定により禁止されている）。このため、サブ基板を外しても基本的な動作は可能である。
ボタン
回転中のリールを停止させる装置。法的にはこれがあることでパチンコと同じ遊技機とされ、パチンコ同様に出玉（出メダル）を景品と交換することが認可されている。初期はタッチセンサー型が多かったため、年配のプレイヤーが指を滑らせるようにボタンを止める打ち方や遊技することを「擦る」というのはこの名残である。
メダル
遊技に使用するコイン状のもの。店舗より貸し出しを受けて使用する。貸し出しレートは法律で決まっており1枚税抜20円以下。払い戻しレートは遊技場側で1枚20円を超えない範囲で任意に決めることができる（換金率）。通常の機種はメダルの直径（パイ：⌀）が25mm（25パイ）だが、沖縄向けスロット（沖スロとも略す）用メダルは直径が30mm（30パイ）。尚、25パイ機種と30パイ機種（沖スロ）にはメダルの互換性がなく、通常メダルで30パイ機種の遊技はできない。メダルの代わりに玉（パチンコと同じ）を使う機種もある。この場合、玉5個をメダル1枚として扱う。
リール
抽選に必要な図柄が描かれている回転胴。必ずしも3本でなくてもよい（3本以上なら特に制限はない）。ストップボタンに順応するリールを「メインリール」、演出に順応するリールは「サブリール」若しくは「○○リール（メーカーにより呼称が異なる）」と呼ばれる。また、視認性を向上させるため、リール自体の幅は年々拡張傾向にあったが、演出を優先させるために液晶画面をリールに重ねたりするなどの傾向のため、最近ではリール幅の拡張が止まり多くのメーカーで4号機時代よりも小さめに設定されている他、極端に小さい（規定でサイズの下限が決まっているため、下限近くのサイズ）リールを搭載する機種も増えつつある。
レバー
1回の抽選を行うためにリールを始動させる装置。一般的に役の当選非当選はレバー操作時に抽選される。人気の高い、特に沖スロのレバーは多く使われるせいか、ガタガタになっていることもある。上下に動くのが一般的であるが、360度どの方向へも動くレバーもある。通常、左側に配置される（アップライト型の沖スロでは右側に配置されていた時代もあった）。機構的には電気的なスイッチであり、かつてはレバーではなくボタンでスタートする機種もあった（『トライアンフ』『CRF花月伝説R』など）。
クレジット
筐体内でメダルを貯留出来る機能。最大50枚の貯留が可能で、それを超えるとメダルが排出される。アミューズメント向けに改造された機種は貯留枚数の制約を受けないので、99枚 - 数百枚貯留できるタイプもある（その場合、表示部分そのものが改造されているケースが多い）。なお、メダルではなく玉を使うタイプ（パロット）にはクレジット機構は存在しない（代わりに上皿がクレジットと同等な役割を持つ）。
有効ライン
役が揃ったと判別されるライン。このライン上に図柄が並ぶことで役の成立が有効となる。横3ライン+対角線2ラインの5ライン（3枚掛け時）が有効ラインの台がもっとも多いが、4号機から7ラインなどのエクストララインを追加した台が発表されている。これらは通常の5ライン機に比べてボーナス確率を単純にラインの増えた分だけ上げることができる（7ライン機なら5ライン機の7/5=1.4倍にできる）。ストック機の場合、内部的に当選ラインではあるがリール制御によって図柄を揃えないようにして打ち手の違和感をなくし、内部当選ラインの増加によって高確率で当選した役（BIGやREGのボーナスが多い）をストックすることでストック切れを防いでいる機種もある。変わった有効ラインを採用している機種に、『エイトマン』（タイヨー、変則8ライン）、『トゥエンティーセブン』（山佐、変則27ライン）。こういった機種は各リールに図柄が出現するだけで払い出しを得られる場合が多い。
なお、5号機からライン数とボーナス確率との比例関係が廃止されたため、有効ラインがセンターの1本だけという機種も増えた。多くの1ライン機種では角チェリーや無効ライン上の小役揃いなどを、有効ライン上の一見無関係な図柄の揃いで擬似的に表現している。
またRTによってリプレイの成立確率を変動させられることを利用して、「一見ボーナス図柄揃いやレア小役のように見えるが実際はリプレイ」という小役を高確率で成立させるといった処理を行う機種も多く存在している（『銀河英雄伝説』（ミズホ）のGSRによる7揃い、『パチスロ北斗の拳_世紀末救世主伝説』（サミー）の拳王乱舞による中段チェリーなど）。
図柄
役を表す絵柄。ボーナス図柄も含め7種類までと決まっていたが、5号機からは10種類まで使用可能となった。
演出パネル
筐体上の液晶やドット。主に演出・告知を行う。現在ではほぼ標準装備になっている。
透過パネル
有機LEDや透過型LCDを用い、リール手前の透過板に映像を映し出す機構。単色・フルカラーとあり、リール上で別の図柄や演出が発生する。初搭載は山佐の『ネオプラネットXX』（単色・ELビジョンと称する）。その後、エレコの『花火百景E』でカラー化（アルゼビジョンと称する）。現在は主に山佐、アルゼ系、アビリットの3社が搭載している。完全な透明ではないため、やや本来のリールが見づらい、また使用寿命も短いのが難点。5号機以降、（遊技中に限り）リール上への投影が禁止されているため、現在はデモ画面などの演出のみに使用されている。サミー系でも、透過パネルに似たパネルが使われているが、こちらはリール窓部分の色素が抜かれており（配線はされている）、投影されない。
ホッパー
筐体内にある、投入されたメダルを貯留する箱もしくは貯留した箱からメダルを払い出す装置。自動化されていない店では箱からメダルがなくなるか溢れるかすると、台が信号を発して知らせ、店員により補充・排出が行われる。
〈周辺機器〉
メダルサンド
メダルを貸し出す機械。これが登場するまではカウンターに行き、ビニール包装されたメダルと現金とを交換する必要があった。導入開始後はシマごとに導入する店もあったが、徐々に2台の間に設置されているのが一般的になり、この名が付けられた。払い出されるメダルを排出口から下皿に誘導する器具を取り付けている店や、2台ごとではなく1台ごとに設置してあるホールもある。千円札をその都度投入するか、二千円札を入れておき、ボタンを押すとメダルが払い出されるタイプに分かれる。後者で使わなかった金額分は、店ごとに違うチップやカードが排出され、別の機械で清算する。
データランプ
遊技台上にある機械。その台における遊技状況のデータを見ることができ、主に「総プレイ数」「ボーナス回数」「ボーナス間ゲーム数」「過去2日間の前述データ」が参照される。遊技台選択時の判断材料として活用できる。呼び出しランプと一体化したものが多い。遊技台から発せられる電気信号を元にデータを作成・更新する。また、全台の稼動状況を調べられるもの（データロボ）を設置している店もある。
ドル箱
下皿に収めきれないメダルを入れるための箱。大きさはホールにより異なるが、適当にこぼれるまで入れる（さら盛）と1,000～1,500枚程、隙間無く詰める（カチ盛り）と2～3,000枚程度入る。また、数千枚入る「千両箱」と呼ばれる箱や、バケツなどが用意されている店もある。
ジェットカウンター
遊技終了時にメダルを数える機械。パチンコ玉を数える機械も同じように呼ばれる。一部にはカウンターに細工を施して実際よりも少なく計算し、脱税を図る店も存在し、摘発されることもある。

## その他のパチスロ用語（あ行）
アシスト
手順に従えば小役が必ず入賞するように告知する機能。この機能が搭載される機種には小役の概念が2通りある。一つは、押し順によって区別される場合。3つのストップボタンの押し順が内部的に決められており、内部で成立した順番とプレイヤーの押し順が正解した時にリール上で小役が揃うもの。もう一つは、特定の図柄の組み合わせによって区別される場合。一般的には、各リール数色ずつ図柄が用意されており、それらの組み合わせで区別される。それぞれのリールで決められた色の図柄が揃わないと払い出されない。そして、それぞれアシスト機能に若干の違いがある。押し順の概念がある小役の機種の場合は押し順ナビといい、押し順が指示される。これに従えば小役を獲得することができる（例：『北斗の拳』のバトルボーナス）。数色の組み合わせの概念がある機種では、3つのリールで狙うべき色の指示が行われ、これに従って狙うことで、小役獲得ができる（例：『獣王』のサバンナチャンス）。この場合目押しが必要となる。ちなみに押し順と色の組み合わせ、どちらの概念も併せ持つ機種も存在する（例：『コンチ4X』）。
パチスロは規定上払い出しのある小役確率の意図的な変動が許されていない。そのため4号機でのこれらの機種は、同時に狙うことができない小役のいずれかを常時高確率で抽選しアシスト機能が作動した場合は従うことで確実に獲得できるようにさせており、意図的に連続当選するアシストタイム（AT）によって、BIG・REGだけでは得られない出玉性能とゲーム性を実現している。（このためBIG・REGのみでの出玉では機械割が100%に到達しないことが多い）
また一部の機種（『爆裂王』、『ギャンブルコンボ2』）では、ボーナスがアシスト対象になっており揃えられなければボーナスのフラグが消滅してしまうものまであった。規制が厳しくなった5号機では、通常の確率で成立する色違いのフラグ（どのように打っても取りこぼしが避けられない小役）の色を告知するなど用途が限られてきている。
アシストタイム
アシストが連続して発生するチャンスタイムの一種。AT。『ゲゲゲの鬼太郎SP』（サミー、2000年）に初搭載された機能で、当初は劇的な出玉性能を実現するためのものではなく、あくまでCTに酷似した機能を実現したもので、鬼太郎SPのAT対象役は9枚役（3枚掛け時の純増+6枚）で、左リールのみ要目押しの仕様だった（BIG終了後の1/2で当選。100G消化もしくはBIG成立で終了。REG成立時は継続）。その後、リプレイタイム（Replay Time、RT）を併用したART（AT＋RT=ART）を搭載した『キャッツアイ』（サミー、2000年。BIG終了後の1/2で当選、最低50G継続、再抽選後さらに50G、以後100Gごとに再抽選され、最大継続2,000G。もしくはBIG成立にて終了。左リールのみの押し分け）を経て、『獣王』（サミー、2001年。AT名称は「サバンナチャンス」で、対象小役は15枚。左リール3種、中・右それぞれ2種の図柄押し分けが必要）にてATによる大量出玉獲得のシステムに完成を見る。その後も出玉性能の高性能化が進み、極端に射幸心をあおるとして当局が介入、規制の対象となり5号機よりは事実上禁止（出玉性能としての効率が落ちる為に無意味）となったと思われていたが、『ゴルゴ13ザプロフェッショナル』（平和、2006年）は5号機ながらATを実現した。5号機のATは前述（アシストの項）の概念なので5号機の規定には反しない。ただし、5号機では成立した小役をすべて取得することを前提に機械割を計算されるため、純粋なATではメダルの減少が抑えられるだけで増やすことはできない他、全体的に低い機械割となってしまうため、役というよりも、「AT風演出」となっていることも多い。また2007年以降はRTと絡めてRT中に使用されたり、RTの前兆ゾーンを終了する小役をアシストして前兆ゾーンを引き延ばす（リプパンはずし）ために使われることが多かった。
また2011年以降は獲得枚数の増えるボーナスゲームを非搭載にしARTのみで出玉を増やす、という機種が多く誕生しており、『鉄拳2nd デビルver（山佐）』、『ねぇ～ねぇ～島娘（平和）』のような、「リプレイ確率は常に一定」「擬似的なボーナス発動時の小役アシストで出玉を増やす」という、AT機に近いゲーム性の機種が再度脚光を浴び始めている。また、2012年からは『パチスロ聖闘士星矢』や『パチスロ攻殻機動隊S.A.C.』のように、ATのみ（正確に言えば通常時のほぼ毎ゲームがボーナス成立状態=リプレイ高確率、つまりRTとほぼ同じ状態となっており、AT時でもリプレイ確率が変わらない）で出玉を獲得するタイプの機種も増えつつある。
アシストリプレイタイム
ATとRTを組み合わせたもの。ART。ATよりも緩やかだが、RTよりも激しい性能となる。5号機に多く搭載され、当初は1G辺りの純増が1枚にも満たないものが多かったが、次第に増えて行き2012年現在での最多は3.0枚と、引き次第でかなりの出玉を獲得することが出来る機種も多い。
アツい
打ち手の心理状況のうち、ボーナスフラグが立ったか、と疑われるときの興奮状態をいう。「脳汁が出る」などとも表現するが、実際にこの時には脳内に神経伝達物質のドーパミンが分泌されていることがわかっている。またボーナス・特殊役などに対する「期待値が高い状態」を指して言うのが本来の用法であるが、「すでに確定している状態」に対しても（誤用ながら）一般的に使用されている。対義語として、ボーナス・特殊役への期待度の高い演出（液晶など）が発生しているにもかかわらずリールの停止位置がそれを否定してしまっている場合や、（上記の『アツい』状況下で）ボーナス・特殊役への期待度を著しく低下させる小役などを引き当ててしまった場合に「寒い」と表現することがある。
アドリブ
パチスロ漫画『アドリブ王子』の主人公が好んで使う手段。同漫画のヒットで、一般にも浸透する。音楽の「Ad Libitum」という演奏用語で「自由に演奏する」という意味。台の選択時・重要な時の押し順を当てようとする時に「アドリブで!」という様に使う。「勘」の印象が強いが、事前段階で絞り込むための知識・経験が必要なのは本来の意味合いと同様。
イベント
ホールにおける、「打ち手側への利益還元」を目的とした行事。対象は店舗全体・もしくは機種ごと。イベント信頼度そのものはホールによって様々だが、一般的に標準営業に比べ全体の平均設定を上昇させ、プレイヤーが勝ちやすい様にさせる。イベントと称していわゆる「ガセイベ（ント）」を行うホールもある。出玉だけでの信頼度判断は危険であり、本来は稼働率とデータからイベントおよび店の信頼度を予測する。しかし、2011年8月より警察当局の指導によりイベント行為は禁止となった。
ウェイト
投資抑制のため、2号機から搭載された機能。前回の抽選より4.1秒（2号機は4.0秒）が経過しないと次のゲームが行えないようになっている。4.1秒経過するまでリールが動かない機種もあれば、レバーONと同時にリールが動き出すが、STOPボタンを無効にして4.1秒のウェイトを待つ機種もある。「フルウェイト」と言えば、常にウェイトがかかっている状態＝最速で打つ事を言う。抽選自体はレバーON時、もしくはリール回転開始時（機種によって異なるが同じタイミング）に行われている。尚、ゲームセンター等に設置されているパチスロ機は、単純な遊技用なので、ウェイトをカットしているものもある。
裏モノ
保通協の検定に合格した正規の台（=ノーマル機）ではないものを指す。プログラムを改変し連荘性を加えたものが多い。
主な裏モノとしては大きく出方の波を荒くした「Bモノ」（ボーナスが数十 - 100G以内に連チャンし続ける「状態バージョン」、特定小役やリプレイが連続するとボーナスを放出する「～連バージョン」、特定ゲーム数までがチャンスゾーンとなる「○○G（32Gが主流）バージョン」、REG後1GでBIGボーナスを引き以後連チャンが始まる「ダイナマイトバージョン（大一商会のパチンコダイナマイトのゲーム性から命名」有名。特に店独自の裏モノは「ハウス（モノ）」と呼ばれる）、ゴトのセット打法で使われる「Cモノ」（特定手順によりフラグが成立しやすくなる）に分けられる。
ノーマル機に比べて、出玉率を極端に低くしたり高くしたりすることが可能であるが、非常に巧妙に作られているため、外から判別することは困難である。もちろん裏モノを設置して営業することは完全に違法行為である。なお、これらの改造は通常メーカーから発送された機械に対してホールに搬入される途中、あるいは搬入後に行われるが、メーカーぐるみで行われたこともあり、関与したメーカーは検定取り消し処分を受けた（アークテクニコなど）。
Cモノに関しては店が閉店した夜中に店の壁などを壊して店内に侵入し、セット打法用の基板に取り替えた後壁を補修して退出、その後雇われた打ち子によってセット打法でメダルを抜くというある種の窃盗の方法として使われる。このことは各地で起こり、そういったグループが警察に逮捕されている事件となった。打ち子は雑誌などの広告で募集されていることもある。巧妙なものになると出方が不自然なために店がメーカーの営業を使って基板を確認するまでわからない場合もある。当然その損失の穴埋めは一般の客にかぶせられる（客から抜く）ことになる。こうした「Bモノ」は、3号機までの時代各ホールで猛威を振るい、行き過ぎたため規制を受け4号機が生まれたという経緯がある。
4号機登場後も一部機種や地域では裏モノは存在したがメーカーは全く関与せず通称かばん屋と呼ばれる人間が店のニーズに応えて裏モノを作成していた。機種や都道府県単位で裏モノに関する当局の取り締まりにも違いがあったことも裏モノが生き延びていた理由の一つに挙げられる。（特に沖スロは4号機後期まで裏モノ化されたものが多かった）が、AT機やストック機などの爆裂機種が登場し、ノーマル状態でも十分に激しい出玉の波を生み出すことができたため、裏モノの存在意義は低下した。
5号機ではプログラムや筐体のセキュリティ技術が向上したため、裏モノ化するのは困難とされていたが、近年でも度々摘発が行われており、オークションサイトにも裏物を謳う機器が出品されたりパチスロ専門ゲームセンター等に設置されることがある。
また、珍しい事例ではあるがメーカー社員と運送会社社員が結託し、店舗に導入前の新台に対して不正基板を装着し納品されるという事件が発生し。日電協は過去にサブ制御基板に不正ロムとの交換事案が確認された3社4機種についてサブ基板の交換の伴う点検作業の実施を通達した。
上乗せ
ATやRT、ARTフラグを消化中に、新たに同一フラグを引いた場合、残りゲーム数やセット数が加算されること。例を挙げると、ART初期ゲーム30Gを消化中に+50Gを引くと、合計ART80Gを消化することになる。ほとんどの機種でこの上乗せ方式を採用しているので、損をする（上乗せフラグが無効になる）ことは少ないが、ボーナス後の高確率状態のゲーム数は上乗せ方式を採用していない機種も多い。また、ART中のみ特殊な上乗せ方式を採用している『忍魂』の様な機種も存在し、以後多くの機種で採用されている。
裏モノにおいて、通常時小役やリプレイの確率を減らして、その分ボーナスの確率を上げている状態を指す。
遠隔操作
ホールの管理室等から、プログラム本来の抽選とは無関係にボーナスフラグを立てたり、消したり、一定時間立てないように制御させること。初期の頃は、制御基板に直接ハーネスで取り付けられていたが、メダル補給等でパチスロ機を開けたときに目立つため近来はより識別しづらい無線制御が主流である。同様に抽選とは無関係にフラグを立てるものとしてタイマーを使用したモーニング（開店後まもなく連チャンする）、アフタヌーン（昼過ぎに連チャンする）、イブニング（夕方以降に連チャンする）がある。当然いずれも違法であり、警察に摘発されることもある。
演出
ボーナス・小役・その他の特殊役の発生もしくは発生に対する期待度を、プレイヤーに知らせるための動作。筐体に搭載される液晶画面やランプ、音声、リール等が通常時と異なった動作をすることで表現される。その使用方法によっては役の発生の告知のみに留まらず出玉やゲーム性そのものを変化させることが可能なため（ATなど）、その搭載については規定により様々な制限が加えられている。
オカルト打法仕様上根拠のない、経験則に基づく攻略法。有名なものにハマリを回避するため、クレジットをすべて落としてしばらく打つのを止める基板を冷やすというものや、逆に、クレジットを33にしてから打つBIG促進打法などがある。ゴト師等が行うセット打法を真似たものや、思い込みによるものなどが発端だと思われる。パチンコ・パチスロ用語として「オカルト」を初めて用いたのはパチンコ必勝ガイド誌の解析担当（当時）であった大熊剛弘とされている（同誌連載「オオクマ必勝ガイド」より）。ただしサミー系列機のスタートレバーのコピー打法のようなオカルトと思われていたものが後日に事実と判明したケースがある。
沖スロ
沖スロの項目を参照。
お蔵入り
何らかの事情により（一時、または半永久的に）世間一般に流通させなかった、またはできなかった機種を指す。事情も様々だが、検定不適合となってしまい頓挫してしまった、モデル先行導入の評判が悪かった、とりあえず検定を通過させてリリースのタイミングを待つ、などがある。例外として、4.7号機の最終検定時には、とにかく様々な機種を通過させておいて、後で小出しにリリースするといったメーカーも多数あった。これは検定通過から販売までの期間が特に厳しく限定されていないがための発想である。検定の通過情報は部外者にも知られるところであるため、通過したにもかかわらず一向にリリースされない機種などがあると、何かと憶測や噂が飛び交わされる。
例外ではあるが、大手メーカーでは同一機種のスペック違いを同時に検定試験に持ち込んだり、版権元からの要求で予定とは大幅に異なる仕様((所謂ダミースペック))を検定に持ち込む事が多々ある。最終的にリリースされるのは一つのスペックとなり、その他スペックはお蔵入りになることが通常ではあるが、検定試験の仕様変更や開発予算・期間の都合やその他事情のため、本来予定していたスペックではない物が販売に至る場合も存在する。(2027II、ブラックラグーン2、シスタークエスト4など)
遅れ
一般的にはリールが回転を始めるときのスタート音が通常より若干遅れること。リール回転開始後まで遅れる機種も多く、注意して聴けば区別できる。基本的に「低確率で揃う小役の成立またはボーナス」という場面で起こることが多いので「脳汁もの」であるとされる。他にも遅れには「停止ボタンを押した時の音が遅れる」などの演出もある。
押し順
リールを止める順番。リールが3つの機種の場合、「順押し」（左中右の順）が一般的。「逆押し」（右中左）や「ハサミ打ち」（左右中）「中押し」（中左右）など6通りある。通常遊技においては概ね、リール制御の都合上左から押すことを念頭に設計された機種がほとんどだが、機種によっては特定の押し順で遊技することで、成立フラグが判別できるなど、技術介入の要となることも多い。そういった意味では成立フラグ判別・リプレイハズシなどの技術介入に繋がる手段となり、時としてメーカーが想定した以上の機械割となってしまい、ホールから一斉に姿を消すこともあった。AT機などではAT抽選の関係上「必ず最初に左リールから止めて下さい」と注意書きされることもあり、変則押しするとペナルティ（以後一定ゲーム数無抽選になるなど）がある機種も存在する。
お化け

オヤジ打ち

## その他のパチスロ用語（か行）
解析
筐体内部のメイン基板・サブ基板のプログラムをコンピューターで解析し、設計上の当選確率・演出パターン・選択率・リール制御などをトレースすること。攻略雑誌等で掲載される場合がほとんどで、誌上で発表する段階は予め販社により決められている。傍目には只の数字の羅列にしか見えないため、解析者もパチスロの知識が必要不可欠となる。解析結果とメーカー発表のデータには若干の誤差があり、解析結果が機種のもつ本来のスペックと判断される。また、解析が元でイースターエッグの様な隠し要素が発覚することもある。解析行為に対しメーカーが言及することはほとんどない。また、解析上の出玉率は、取りこぼし等がない完全攻略時における条件下によるものである。
獲得枚数変動機能
ツイン（スーパー）ビッグとも。同一機種でありながら、平均獲得枚数が異なる数種類のBIGを用意してある機能。「数種類」というのはあくまでも擬似的な表現である。揃えた図柄や揃え方によりBIGの種類が判別できるタイプが多い。複数のBIG種はボーナス入賞図柄によりメイン基板で決定される機種と、入賞図柄も含めたその他の要素によりサブ基板で決定する機種がある。前者は小役ゲーム中の小役成立確率を変化させることで平均獲得枚数を変化させ、後者は小役成立確率は同じだが、成立フラグをサブ基板で告知することにより小役獲得率を上げ、結果平均獲得枚数を変化させる。いわば小役ゲーム中限定のAT。このサブ基板による獲得枚数変動機能を最初に搭載したのは『ハイパーラッシュ』（山佐）。『キャッツアイ』（サミー）では通常時のAT（ARTを搭載した。利点として、獲得枚数を変動させることにより、全体の平均獲得枚数が低下し、その分ボーナス確率を上昇させ、ハマリにくくするという点。5号機でも｢スーパーBIG｣といった様な名称を持つ機種が存在するが、それぞれが獲得枚数の異なるフラグの扱いになっている、もしくは最大枚数の払い出しが得られるためのナビゲーションを搭載している、といった意味合いが強い。例えば『デビルメイクライ3』では、BIG中に成立したJACゲームによって獲得枚数が変化する。
ガセイベ
ガセイベントの略（対義語は強イベ）。上記イベントにおいては本来平均設定を上昇させるが、広告を行っているにも拘わらず逆にそれを行っていない、ないしは設定を下げる行為を行う事。同義語にガセ札。
カチ盛り
パチスロのメダルをドル箱に入れる際の入れ方。木の葉積み、俵積みなどの種類がある。カチ盛りというのは「メダルが敷き詰められてカチカチに」、「箱に盛るほどの出玉=勝者の盛り方」から。木の葉積みは箱の中にメダルを縦にして隙間なく入れることで箱の縁を越えて入れることができ、より多くのメダルを入れられる。俵積みはメダルを縦に並べて入れ、それを何層にも重ねる方法。パチンコの玉では不可能な行為なのでパチスロ独特の行為である。BIGのJACゲーム消化中はリールを見なくても良いのでその間に行う人が多い。もちろんある意味他の客への示威行為でもあるのでBIGを手早く消化しながら、あるいはBIG確定後、揃える前に行うのがマナーで、BIGの音楽を流しながら手を止めて積むのはマナー違反とされる。また、あまりたくさん積んだ場合は終了時に店員が運びづらい。作業のために時間も要することから、遊技時間的には効率的な行為とは言えない。パチスロのプレイヤーにおける好み・自己満足的な行動。
ガックン
設定変更を行ったパチスロ機のリールを最初に作動させた時、リールが一瞬振動したのち回転すること。ガクリ、ブルッた、ブルルンなどとも呼ぶ。これが発生した場合、設定を変更したことが濃厚となる（同じ設定の打ち替えでも発生するので、確定ではない）。ガックンの有無はメーカーによって異なるが、サミー系列の機種のものが有名である。パチンコ店側が設定変更後に故意にリールを回転させる（1ゲーム消化、もしくは手で回す）対策行為も行われる。
稼働率
店内もしくは機種ごとの稼働状況を指す。仮に10台あって10台とも遊技中なら稼働率は100%。優良なホールは必然的に稼働率が高いのが特徴。また、高い稼働率というのは長時間のスパンでも変化しにくいという点も重要。
空回し
スタート後、ボタンを押さずリールを回しっぱなしにしておくこと。4号機では40秒経つと自動的に止まる。法則性があるので、前回の出目から意図的にボーナス図柄を揃えさせたり、リプレイはずしを行うこともできる。また、目押しができないプレイヤー向けに、告知が出た後空回しをすると、自動で図柄が揃う機種も存在した。尚、5号機は規定の関係上「打ち手の操作なしで自動停止した際に役が揃うことを禁止」しているため、空回しした場合は成立した役を自動で取りこぼすように制御されるか、勝手に止まることなく延々と回り続ける。周りへの迷惑とならないために、一定時間が経過すると自動的にBGMの音量が下がる機種もある。
5号機に置いては40秒経過後のリール停止はメーカーの自由とされており、メーカーや店舗側に特に不利益も無かったため、5号機の導入当初もほぼ全ての機種が40秒経過で自動停止する仕様となっていた。しかし後述のリプパン外しが登場し、パンク役の成立時のみに空回しを実施すると自動停止でパンク役が回避される(全ての役が揃うことが禁止されているため)ことから永久にパンクが成立しないという事態が発生。リプパン外しや小役によるモード参照が行われる機種では40秒経過後も画面に注意文が表示されたり音声で通知されるだけで自動停止しない機種が主流となった。
2015年の風営法規制強化に伴い、店員が営業中にストップボタンに触れる事が厳重に禁止され、空回ししたまま放置された台に対して店員がリールを停止、台を開放することが事実上困難となり、負けた腹いせによる空回し退店を行うユーザーの存在が問題となった。(風営法に触れず対処する場合、厳密に対処するとしたら電源を落としてその日の営業終了を迎えるしかない)時代が下り、リプパン外しの概念事態が既に過去のものとなっている背景もあり、2015年以降に販売された台は40秒経過後に自動停止が行われる台が再度増えている状況となる。
また、極めて一部ではあるが空回専用の告知が搭載されている場合もある。(ハッピージャグラーV2など)
換金率
パチスロもパチンコと同様、出たメダルは特殊景品と交換し、買い取り所（交換所）で買い取ってもらうことがほとんどであるが、その特殊景品との交換率をいい、パチスロの場合は主に100円分の景品と交換するのに必要な枚数で表す。メダルの貸出レートは法律で5枚100円となり、等価（交換）と言えば5枚交換のこと。逆にパチンコのように枚数を基本にして考えた場合、8枚交換と言えば1枚が12.5円の価値を持つことになる（パチンコでの換金率に換算すると 12.5÷5 = 2.5円交換）。ほとんどの店は等価～8枚の範囲（低玉貸しの場合は、さらに下げられることが多い）で交換しており、5枚よりも高い買い取りは営業上ありえない。かつては店ごとに様々な換金率や営業形態があったが、近年では等価交換・無制限営業の店が多くなっている。一方で、大阪府では「射幸心を煽る」として、等価交換営業を禁止する指導を出している。
完全確率
パチスロに採用されている抽選方式。簡単に言えば「引かれたくじは毎回箱に戻し、抽選を行う」こと。分母が常に一定なので、期待値は変化せず、延々と同一の確率で抽選される（確率論的独立性も参照）。「ハマリの後は爆発」、「爆発したらハマリ」という印象は、あくまでも抽選上の偏りによるもので、出来事との因果関係は皆無である。通常、16384～65536の分母から小役・ボーナス役・ハズレ等を振り分けているのがほとんどで、「何分の一」という表現は単純に当選確率を約分した数値である。尚、実態は人工乱数なので役の出現が二項分布になることは少なく、特定のゲームゾーンに当たりが集中している機種もある。
機械割
遊技における出メダルの払出率（ペイアウト）を指す。出玉率。遊技時間内に投入した累計枚数に対し、投入枚数を100%として「払出枚数/投入枚数×100」で求められる数値。なお、下記の計算ではいずれも交換率は等価とする。
仮に10,000枚の投入に対し10,000枚の払い出しが得られた場合、機械割は100%となり、勝ち負けはなし。パチスロではこれが100%以上になりそうな台を狙うのが基本である。例として、110%の台に8,000回転分（24,000枚）つぎ込んだとすれば26,400枚が放出される概算となり、1枚20円として計算すれば、24,000枚=480,000円の投資に対して528,000円を得るので48,000円分が返ってくるので、ここから実際の投資を差し引いた金額が勝ち分として見込める。逆に95%の台に8000G=24,000枚投資したとすれば22,800枚放出・1200枚の減数という概算となり、480,000円の投資に対して払戻しは45,6000円となり、24,000円の負けとなる可能性がある。
上記の通り、回転数によっての期待値であり、投資から逆算できるものではないことに留意する必要がある。例えば、機械割95%の台に3万円投資することを考えた場合、3万円分のメダル1,500枚だけの投入すなわち500回転に限定すれば見込めるリターンは30,000×0.95=28,500円で1,500円の負けとなるが、リプレイやベル、ボーナス等の存在により500回転の時点では1,500枚×0.95=1,425枚のメダルが手元に残っているため、これをまだ1,500円しか使っていないと錯覚してしまいがちである。この勘違いのまま0枚になるまでと打ち終えた頃には60万円分の遊技をしたこととなる。
機械割は設定によっても異なり、低設定だと100%未満、高設定だと100%以上という設計が一般的である。過去にはメダル換金率や打ち手の技術の差が大きかったため、技術介入次第で設定1でも100%を超える機種も多く存在し、上級者にとっては「喰える機種」と呼ばれていた。5号機で設定1から100%を超える台は『パチスロ 格闘美神 武龍』などがあるが、極めて稀である。『パチスロサクラ大戦3』では設定1でも打ち方次第で100%を上回ることが判明したが、販社の意思に反したものだったため、ホールに補填する形で対応した（パチスロサクラ大戦3#不具合を参照）。尚、4.1号機では具体的に公表されることは少なかったものの高設定域の出玉率が120 - 130%を超える機種が多かったが、4.5号機からは概ね93% - 110%程度の範囲で設計されており、5号機では規定上、現在のところ最高設定で120%を超える機種は存在しない。
もっとも確率という不確定要素が絡む話であるため、この値は理論値と捉えるべきである。100%を超える台でプレイして必ずしも勝てるわけではなく、その逆もしかりである。短期的に見た場合にある程度機械割から外れたような払い戻しが見られることは日常茶飯事であり（それでもあまりにも極端に外れるようなものは通常検定を通過できないため、製品として販売されることはない）、機械割の通りに払い出し枚数が収束するまでには数万 - 数十万回のプレイ数（理論的な表現では試行）が必要とも言われている。その収束を予想した立ち回りや攻略要素も存在するため、出玉率の計算は設定や状況を読む上でも必須とされる。また、AT機・ST機・大量獲得機などは確率の収束幅が従来よりも大きく、本来の設定の機械割を大幅に上回ったり下回ったりすることが多く見られる。実際のホールでは閉店によって取りきれなかったATやARTのゲーム数の分もあるので、期待値よりも下がりやすくなる。
擬似ボーナス
5号機から登場した概念。消化中の見た目はそれまでのボーナスと変わらないが、内部的にはATもしくはARTとなっており、あらかじめ決められた小役のナビ回数や払い出し枚数などに達すると終了する。
5号機の規約では、通常のボーナス（特別役物）は完全確率抽選で1G連やストック、1回に払い出しが448枚を超えることは認められないが、擬似ボーナスであれば特に制限はないため、検定さえ通るだけの機械割に仕上げれば、消化中の上乗せやゲーム数管理による解除なども多種多様に行える。そのため、同じ機械割でも波の荒い機種を作ることができる。デメリットとしては、出目や押し順による楽しみがなくなってしまう（擬似ボーナスが絵柄を揃えなくても発動するなど）、増加スピードに制限があるため短時間の勝負がしづらい、が挙げられる。2012年頃からは擬似ボーナスとそれに付随するAT・ARTのみか、通常のボーナスはプレミア扱いという仕様が一般的になった。
技術介入
遊技に関して、打ち手の技術（主に目押しによる小役回収打法やリプレイはずし）で、機械割を上げること。特に「技術介入台」や「技術介入度が高い」と言われる台は、打ち手の技術介入次第で機械割に大きな差が出る仕組みになっている。
強役
レア役の中でも、特に出難い成立形で揃った小役のことで、強スイカ（通常は横に揃う成立形が斜めに揃ったり、スイカが3つ揃う成立形の替わりに2つがスイカ柄、一つがボーナス柄で構成されているなど）、強チェリー(成立と同時に対角線上にボーナス図柄があるなど)と言う風に呼ばれる。同様にチャンス目にも強弱が付けられている機種もある。強～の対義語として、比較的成立しやすい成立形は弱～と呼ぶ。
確定ではない中段単チェリーや3連チェリー（チェリーがライン上に3つ揃ったもの）が優遇されていたり、チャンスリプレイや特殊リプレイの同時当選期待値が高い機種においては、広義ではこれに含まれる。
共有（共遊）
連れ立った者と出玉を共にして遊技すること。認められている店が多いが、換金率の低い店であると換金ギャップが見込めるので、禁止する店もある。
クレジット
メダルを実際に払い出す代わりに、獲得したメダルをパチスロ機内部に一時的に貯留することができる機能。最大で50枚。この枚数を超えると、メダルが現物で払い出される。ベットボタンを押すと、遊技の際に必要なメダルを、パチスロ機のクレジット部に貯留されているメダルから掛けることができる。2号機から実装。それ以前は貯留機能がないため、払い出しはすべてその都度行われていた。
クレジットオフ
内部貯留しているクレジットを払い出すこと。通称「クレオフ」「クレ落ち」。遊技終了時等に筐体外部にあるクレオフボタンを押して払い出す場合と、内部の設定でボーナス終了後に自動でクレオフする場合とがある。以前よく行われていた営業形態でボーナス1回交換を行わせるのに利用されていた。
ゲチェナ
「（右リール）下段チェリー付き7」の略称。いわゆる「リーチ目」の一種であるが、ほとんどのプレイヤーにおいてはおなじみの言葉であり、リーチ目の代表格。元々は山佐『ニューパルサー』におけるリーチ目の一種であり、同社の機種で多く見られ、そのヒットを受け、他社も追随する形で現在は多くの機種で見受けられる。呼称の発端は様々な説があるものの、2000年に「パチスロ必勝ガイド」誌上で、ライターのアニマルかつみが『コングダム』の攻略記事を担当した際、その名称を使ったことから広く浸透するようになったとされている。小役ハズレでリーチ目、出現しただけでリーチ目等、条件は機種により様々。
コイン単価
投入金額を投入コイン枚数で割った数値で、ホールから見て1ゲーム当たりいくら収益があるかを示した値。例えば6万円投入され、7000ゲームプレイされたとした場合、おおよそ21000枚なので、60000/21000=2.85円となる。一般的な機種は2～3.5円で、5以上は特に波が荒い台とされる（『ミリオンゴッド』がおよそ7円）。
コイン持ち
概ね50枚（千円）当たりの遊技ゲーム数の良し悪しを指す。メダル持ちと呼ばれることもある。小役の確率が高い機種は必然的に当選契機も多くなり、結果50枚当たりのゲーム数も多くなる。その分低投資でボーナスなどを引くことができる。AT機種などは押し順や組合せで小役が構成されていることが多く、ムラが出やすい。5号機以降は初期の頃は検定の関係上ボーナスで払い出されるコインと通常時小役で払い出されるコインの比率の規制をクリアする為、4号機に比べコイン持ちが平均的に上昇しており、50枚当たり40回転以上という台が多かった。
高確率状態
1. サイレントストック搭載機において、通常よりも解除確率が上がっている状態。『吉宗』の高確率演出、『押忍!番長』の「特訓」、『鬼武者3』の「百鬼モード」、『ネオマジックパルサーXX』の「マジカル×10ゾーン」、『メフィスト』のクロック演出、『俺の空』の「俺モード」が代表的。
2. ART・AT機において、ART・AT突入の抽選の確率が上がっている状態。これ以外の状態を「通常」や「低確率」と呼ぶ台もある。画面で特別な演出があったり、小役の払い出しに矛盾があるなどで示唆される。いつからいつまで高確率なのかは明確にされない台もある。

合成確率
出玉増加契機となる全ての役の当選確率の和（足し算）。単純に「何かのボーナスに当選する確率」を指す。一般にはBIGとREGの2種類で仮にBIGが1/300、REGが1/400の場合、合成確率は約1/171.67となる。近年ではAT・ARTとの3種合成確率を表す事が多い。
攻略誌
様々なパチスロ情報を提供する誌。「攻略」という意味合いは必勝を約束させるものではなく、あくまでも情報を提供することで結果的に勝ちやすくさせるということ。一般のプレイヤーにおける主な情報源。主に新機種の紹介、機種別の遊技手順、機種の解析結果、演出効果の検証、マニアックな情報、ホール紹介、企画連載などが一般的な構成。尚、広告面には「攻略法販売」等の記事が掲載されている雑誌もあるが、大抵の場合は単純に出版社の広告収入手段であり、直接的な関係を持つことはない。近年のブーム以降、様々な雑誌が存在するが、老舗雑誌がやはり強いシェアを維持している。
パチンコ・パチスロ情報誌も合わせて参照のこと。
攻略法
一般的な定義では「知識・技術介入を用い、少しでも多くの出玉を得るための方法」を指す。リプレイはずしが代表的。
多くの方法はメーカーや販社の意図しない台の欠陥や隙を突くものが多く、手段によっては違法性を持ち、攻略法ではなくゴトとされることもある。仮に合法的な攻略法が発見されたとしても、店から遊技を止められたり、出入り禁止処分を受ける可能性もある。
さらにはセット打法を真似た無根拠・無効果といった偽攻略法も蔓延しており、注意喚起されている。
告知
ボーナスフラグや小役フラグが立った場合に、リーチ目以外の方法でフラグ成立を打ち手に知らせること。4号機から許可された機能（ただし1.5号機時代に「遅れ」でボーナス告知していた機種も存在した）。ボーナス告知については、完全告知・一部告知・非告知。完全告知はタイミングで先告知、後告知の2通りに分けられる。また、その告知方法も液晶画面、照明の点滅など様々な方法がある。特にボーナスフラグの告知方法として『ジャグラー』シリーズのGOGOランプ（主に後告知）、沖スロの「パトライト」やハイビスカス（先告知）などが有名。一部告知はボーナス成立以降、抽選により告知演出が選択される機種。非告知はボーナス告知が一切発生せず、リールの出目のみで判断する。5号機で非告知の機種はごく少数である。
ゴト
不正な手段で出玉を獲得する行為。該当項目を参照。
小役
「子役」と表記されることもあるがこれは用法的には誤用である。
ある図柄の組み合わせが成立すると払い出しが行われる。一般的にはライン上に同一の図柄が揃う、あるいは特定の図柄が正しく揃った際に払い出しを受けられる。枚数は1 - 15枚。どんな機種でも払い出し枚数の上限は15枚であり、仮に当選役が複合して15枚以上となる時も、結果払い出しは15枚である（例：4枚チェリーと15枚のBIG図柄など）。リプレイは小役ではないので、成立後に払い出しボタンを押しても3枚メダルが返って来る事は無い。特殊な小役としては0枚小役があり、これはBIGないしはREGのフラグが成立した後にのみ揃うものであったり（『アレックス』（アルゼ）等）、他の小役が成立した時の取りこぼし目orボーナス成立時に揃うものであったり（『スーパープラネット』・『ネオプラネットXX』（山佐）の土星揃い：オレンジorボーナス）、あるいはボーナス発動図柄自体が0枚小役になっているものもある（『アレックス』・『B-MAX』（アルゼ）・『北斗の拳』（サミー）など）。
小役回収打法
成立した小役を残さず取る打法。DDT打法、KKK打法などとも呼ばれる。詳しくはリンク先参照。
小役カウンター
1. 取りこぼし等により得られなかった払い出し枚数を元に、内部調整を行い、小役確率を若干変動させる機能。純Aタイプの4号機に多く見られる。救済措置的な機能であるが、これを逆手にとった攻略法も存在する。大量獲得機以降、機械割の問題や、攻略法への転用を避けるため非搭載となり、5号機では禁止。
2. 小役が出現した回数を数えるための、小型の計数器。5号機になってから、設定ごとに小役の出現率に違いのある機種が多数設置されたため急速に普及し、2010年現在では主にこちらの意味で使われることが多い。代表的なカウンターの商品名を採って「勝ち勝ちくん」と呼ぶ場合もある。

小役ゲーム
BIG中の通常ゲーム。最大30ゲームで、この間は小役の確率が上がっているものがほとんどのために名づけられた。JACイン図柄が揃うとボーナスゲームに移行する。5号機ではゲーム数に制限はなく、また省略する（常にJACゲームにする）ことも可能である反面、REGやシングルボーナスの抽選も通常通り（JACインとは別に）行わなければならない。
小役ナビ
成立した役やハズレを、対応する色や演出・押し順などで、告知したり揃わせるのを補助する機能。告知されるタイミングは様々。液晶画面の搭載やATと共に広まった。プレミアとしてボーナスが告知されることもある。ナビされた役がハズレる、または矛盾して別の役が揃うとほぼボーナス確定となる激アツの演出となっている機種が多い。ただし5号機では「図柄を揃わせない演出」は禁止されたため、例えばボーナスが成立している状態で、ある図柄をナビしてハズレたらボーナス確定ということは「ボーナスを揃わせなくしている」という理由でできない。これは図柄や音声で明確に告知していなければよいと解釈されているので、単に色だけなど小役対応の「演出」なら認められており、前述の小役矛盾の場合は、矛盾した場合に揃う役がリプレイなど取りこぼしのないものであればよいものとされている。

## その他のパチスロ用語（さ行）
先告知
完全告知タイプの機種において、レバーオン時やリール始動時に告知が行われること。「前告知」ともいう。沖スロのほとんどがこのタイプであり、後告知タイプの機種にも一部先告知を含むものもある（代表例『ゴーゴージャグラーV』（北電子））。『ジャグラー』シリーズにおいては、「先ペカり」と呼ばれることもある。
3枚掛け
1回の抽選に3枚のメダルを掛けること。最近の機種は3枚掛け専用が多い。それ以外の機種でも1枚掛けや2枚掛けではボーナスや小役の抽選確率が大幅に下がるので、普通は3枚掛けでプレイし、ボーナスをそろえるときに1枚掛けにすることが多い。3枚掛け専用機種は4.1号機の後期あたりから主流になっているが、この要因はサブ基板や抽選契機の複雑化に伴う措置による。つまり、只でさえ複雑な出玉設計を要するAT機・ST機において1枚や2枚掛け遊技の出玉設計は煩雑であり、必要性も少ないからそれを避けたということである。なお、以前は1枚掛けで有効1ラインなどの「掛けた枚数で有効になるライン数が変わる」システムだったが、5号機からは掛けた枚数とライン数は必ずしも一致しなくてもいいことになったため、「1枚掛けでも5ライン有効」という台も多数存在する。また、5号機では、投入枚数により同じ小役でも異なる配当を適用したり、リプレイ以外の特定の役について抽選しない（ボーナス無抽選など）ことも可能である。昨今の「遊べる台」推奨の情勢により、「1枚掛け専用機」も登場している。
ジグマ
特定（主に地元）のホールのみに出入りして稼ぎ、生活する専業者のこと。
シフト持ち越し
BIG中にJACイン図柄のフラグを持ち越す機能。この機能があると小役ゲームをフルに消化でき、パンクも起きにくくなる。『バンバン』（大都技研）、『吉宗』（大都技研）、『マリーンバトル』（ミズホ）などに搭載されている。5号機には存在しない（ただし、JACインではない本物のREGに当選した場合は必ず持ち越される）。
JACイン
BIG中に小役ゲームからボーナスゲームに移行（シフト） すること。5号機では、JACインに図柄入賞を伴わなくても良くなったため、BIG開始及びJACゲーム終了と同時に自動でJACインする機種が主流である。
JACゲーム
1枚掛けでプレイし、高確率で15枚が払い出されるボーナスゲーム。3枚掛け専用機種でもこのゲームだけは1枚掛けができるものがほとんど（『メロンパニック』（サミー）や、『サイバードラゴン』（山佐）はJACゲームも3枚掛けだった）。また、払い出しが14枚やそれ以下の機種もある。一般的には最大で12G間かシングルボーナスが8回揃うまで続く。5号機では出玉率制限によりJACゲームも3枚掛けとなる台が見られる。
JACハズレ
JACゲームでの抽選結果がハズレとなった状態。ほとんどのパチスロではJAC中のハズレ確率は低く設定されておりJACハズレになることは少ない。AT機やストック機では特別な意味をもつものも多い。『猛獣王S』（サミー）ではATが確定し、『吉宗』ではBIGの連荘が確定する（BIGストック時）。なお、5号機ではJACハズレは存在しなくても良いこととなった。
JACボーナス
1.5号機 - 3号機までは12回の抽選または6回の当選、4号機は12回の抽選で8回の当選で1回のボーナスが終了するというのが標準だが、当選回数=抽選回数とする機種もあり（『アレックス』（アルゼ））、また、BIG確率を向上させるために、当選回数を減らす機種もあった（アルゼ『サーフトリップ』の6回）。
弱役
小役との同時当選が設定されている機種において、レア役ではあるが強役に比べると重複期待値は下がる役。
集中役
シングルボーナスや小役の確率がアップ（最大10倍）する機能。小役の集中役はフルーツゲームと呼ばれていたが、射倖性の問題で3号機規定により廃止された。パンク（終了）フラグやBIG（純CタイプではREG）フラグを引くと終了する。パンク抽選は毎ゲーム行うように決められているため、数ゲームで終わることもあれば1,000ゲーム近く続くこともあり、不安定でギャンブル性の高い役と言える。5号機では全面的に禁止された。
- 代表的機種：『アラジン』シリーズ／『コンチネンタルIII』／『ミラクルUFO』／『ホールインワン』

純A（タイプ）
AT・RT・ストックといった付帯機能を一切持たず、単純にボーナスのみで出玉を獲得する機種のこと。タイプ分けのなくなった5号機においても、同種類の機種に対して使われることもある。
純増（枚数）
得られた出玉から、投入した出玉を差し引いた値、または枚数。機種における平均獲得枚数を表記する場合、おおむねこの数値が用いられる。
純ハズレ
何もフラグが成立していないこと。あるいは、「ハズレ」というフラグが成立していること。詳しくはリンク先参照。
重複（当選）→同時当選
消灯
リールの停止にあわせて、リール裏のランプが消える演出。消灯したリールの数や消灯のタイミングで成立した小役を告知する。レバーを押した時点ですべてのランプが消灯するなど、何らかの大チャンスを示唆する場合もある。5号機より演出としての消灯は使用禁止となった。
スイカ
小役の一種。多くの機種でレア小役とされ、ボーナスゲームの当選等、しばしば打ち手にとって有利にはたらく。リプレイやベルとは異なり、狙わないと取りこぼすことがあるため場合によっては15枚損することもある。緑色のイメージであり、スイカを小役に採用していない機種でも緑のアイテムをレア小役に設定しているものは多い（例：吉宗…松の木、押忍！番長…緑の弁当箱）。
吸い込み方式
ボーナスを完全確率ではなくIN/OUTの差枚数によって成立させる方式。この方式だと通常通りプレイでは小役が揃った場合、その分ボーナスから遠ざかってしまうため、逆押しで敢えて小役を外すプレイが編み出された。一方で吸い込みテーブルに応じてハイエナ狙いや連チャン性があった。1号機・1.5号機で使われたが、2号機の『アニマル』を最後に禁止された。しかし規約の拡大解釈により、4号機の『ニューペガサスα』では、あらかじめ次回ボーナス放出までの既定RT数（実質的に差枚数）の天井を設定し、小役成立時には内部でRTを追加するという方式で吸い込み方式を再現している。
ストック
ボーナスが当選すると、一旦内部に貯留する機能で、4号機規定の拡大解釈により、ボーナスフラグの重複当選を可能にしたもの。ST'。大きくストックタイム、サイレントストックに分けられる。5号機では禁止されている。

ストック切れ
大連荘などでストックがなくなってしまうこと。ストック消しは店側が（ほぼ）意図的に消すのに対し、こちらは不可抗力である。また、BIGのストックが切れた場合はREGを放出する機種もある。ストックが切れることにより、本来起こりえないはずの演出が発生することがある。機種によってはボーナスの内部成立より放出の方が上回りやすい機種も存在し（『キングパルサー・ジャイアントパルサー』（山佐）等）、ストックの有無を判断しながら立ち回る必要がある。
ストック消し
「ストック飛ばし」ともいう。開店時に店側がストック機の前日のストックを初期化してしまうこと。ハーネスを抜く等、本体基板側での物理的操作をする場合が多く、その際にメイン基板に負荷をかけてしまい、メイン基板の損傷が考えられるとして、メーカー側ではあまり推奨はしていないとのこと。一部の機種を除いてペイアウトの低下を招く（=プレイヤーが負けやすくなる）。
ストック放出
ストック機はボーナスを内部貯留しており、放出フラグが成立することでボーナスが揃えられる。これによりボーナスが揃えられる状態になることをこう呼ぶ。通常はストック放出契機1つにつきストック1つ放出だが『ミリオンゴッド』等では特定条件でストックをすべて放出するということもある。
スベリ
リールが目押しした位置よりスベって止まること。4号機の規定上4コマまでスベらせることが可能。正確には停止ボタンを押してから190ms以内に停止させなければならず、これが4コマに該当する。リール1周が70回転/分だった『ハナビノオヤカタ』（アルゼ）では、これが3コマまでしか滑らない。小役やボーナスが当選していない時に揃わないようにしたり、当選している時に揃えるよう引き込む等の効果がある。5号機の場合は意図的な制御でのスベリが禁止されている（成立した役は最大限引き込むように制御しなければならないため、意図した出目で止めることなどができない）。
スランプグラフ
台における出球挙動をグラフ化したもの。x軸がゲーム数、y軸が差枚数となっているのが一般的。自分で計測していかない限り、以前はホール関係者でしか見ることのできないものであったが、近年では台の液晶部分や店舗の情報端末としてプレイヤーへ提供していることが多い。また、1台だけでなく機種ごとや店舗全体の情報をも確認することもできるが故、遊技台は元より店舗全体の信頼度を計る物差しにもなっている。
擦る（する）
パチスロを打つこと。この呼び方はパチンコとの差別化と、初期のパチスロのボタンの止め方が左ボタンを押した状態で横に滑らせて止めていた人が多かったため、ボタンを「擦る」ということから。
スルースタート
通常、スタートにおいてウェイトが発生する場合、リールもウェイトが解除されるまでは回り始めない。スルースタート方式は、レバーONと同時に一部リールが回転を始め、最終的にウェイト解除時と同時に全てが回転し、停止ボタンが点灯するタイミングとなる様な設計を行った方式。プレイヤーのストレスを軽減するために開発された。山佐の特許となっている様で、同社の機種の多くで見られる。5号機では禁止されている。
設定
基本は設定1から設定6の6段階が存在し、設定ごとにBIG・REGその他付加出玉機能（AT、CT等）の出現確率に格差を設けて出玉率をコントロールする。一般的に設定1・2・3が「低設定」、4・5・6が「高設定」と認識されるが、2・3・4を一括して中間設定と呼ぶこともある。理論上では設定6が一番勝ちやすく、設定1は負けやすい。設定は必ずしも6段階にする必要はなく、2005年から登場した5号機の初期は、『デビルマン』や『サクラ大戦』の1と6の2段階や1・4・6の3段階、4段階の機種などがあった。また、4段階設定の場合は最高設定が7（1・3・5・7の順、ネット系）やF（「Full」の略。1・3・5・F、サミー・IGT系など）、H（「High」の略。1・4・6・Hの順、アルゼ系）と表記されることも多く、2020年に登場した『いろはに愛姫』（パオン・ディーピー）のように同じ出玉率ながらも挙動が異なる左・中・右と設定6の実質2段階設定を採用した機種もある。AT機などではボーナス確率を抽選するメイン基板の設定6段階と、AT抽選を行うサブ基板6段階の36段階設定を行える機種も存在した。2021年に登場した『パチスロ アイドルマスター ミリオンライブ!』（ビスティ）と『鬼浜爆走紅蓮隊 狂闘旅情編』（ベルコ）では、設定6段階のうち1段階を犠牲にして出玉率を型式試験用に特化させている（前者は設定2、後者は設定L）。これらの設定はホールでの運用を想定していないイレギュラーな設定なので、両機種ともに本来の設定5段階+型式試験用設定1段階の設定5+1段階が採用されている。近年の機種、ART機やAT機では、奇数設定か偶数設定かで挙動が異なったり、勝率は6の方が高いが差枚数では5の方が有利、6号機初期の機種では6の方は当たりやすいが一撃での差枚数は少なく1の方はハマりやすいが一撃での出玉性能が高いなど、設定数値による特色づけがなされている機種もある。なお、CRパチンコの一部に搭載されている設定では、設定1のほうが勝ちやすく設定3が最低設定とパチスロと逆になっている。
設定判別
様々な試行を元に、遊技台の設定を推測する行為。違法性は皆無で、立派な攻略法として通用する。方法は様々で、「小役カウンターの性能を逆手に取り動向を判断する」、「設定差の付けられている当選役の出現率から判断する」、「設定変更をした際に演出やRTテーブルが再設定されるのを見極める」など。4号機の一部の機種では比較的簡単に判別できるものもあった（『ニューパルサーシリーズ』の小役減算値を利用した方法など）が、現在ではそのような方法が通じる機種は皆無と言って良く、少なくとも数百～数千ゲーム程度の試行が必要であるため、時間を要する。設定判別ツールも参照。近年のART機やAT機では、ARTやAT終了画面などで設定示唆が出ることがあり、設定判別の判断材料となる。
設定変更判別
設定判別と似ているが、こちらは変更が行われたかを判別する行為。通称「変判」。設定判別同様、違法性は皆無で、立派な攻略法として通用する。朝一から行う必要があり、設定判別と同様の方法を行う場合が多い。「小役カウンタの性能を逆手に取り動向を判断する」、「設定変更をした際に演出やRTテーブルが再設定されるのを見極める」、「1ゲーム目のリール始動状態の違い」など。ただし、必ずしも高設定が判別できるというわけではなく、同設定への打ち変えや低設定への変更時にも発生する。また、ホールによっては、前日の据え置きなどで変判対策を行う（数ゲーム回す等）場合もあるので、それを考慮の上立ち回る必要がある。
セット打法
特定の打ち方を行うことにより、ボーナスを誘発する打法。ごく稀にプログラムの欠陥を突いた形で通用する場合もあるが、巷に流れているほとんどの情報は偽情報であると言ってよい。
ゼロ確
0リール確定の略。ストップボタンを押下する以前にボーナスの成立を察知できた場合がゼロ確となる。主にメダル投入時やレバーオン時に何らかの告知が発生することによってボーナスを察知できた時がゼロ確であるが、メダル投入時の告知はボーナス成立後告知（前ゲームまでにボーナスが成立していた）、レバーオン後の告知はボーナス成立即告知（そのゲームでボーナスが成立した）である場合が多い。具体的には『ジャグラー』（北電子）シリーズでのGOGOランプ点灯による先告知や沖スロ等の先告知、『アントニオ猪木という名のパチスロ機』（平和）における道演出などをゼロ確と呼ぶ。通常時に発生する液晶や音や光などによる演出が複数同時に発生した結果として成立役がボーナスに限定できた場合もゼロ確になる。1確、2確などとの違いはリールの停止目に関係がないことである（1確、2確については後節の『1確』および『リーチ目』の説明を参照）。
先行導入
パチスロメーカーが経営する直営店等で販売前に機種を試験的に導入すること、ユーザーの反応などを見て試験導入後に販売するかどうかを決める。アーケードゲームで言うところのロケーションテストと同じ。試験導入後にお蔵入りになった機種もある。（同義語としてプレ導入）
前兆
大きく「ボーナスの成立が近づいている状態」を指す。機種によっては演出が頻発（特にハズレを示唆するもの）したり、小役告知の矛盾（告知された小役を狙っても揃わない、もしくはほかの小役が出現する）が発生したりする。4.5号機におけるストック機能により、前兆演出としての価値が向上した（演出が終わるまでは、当選の有無が断定できないため）。本物のボーナス成立の前兆である「本前兆」と、単なる演出の「ガセ前兆」がある。ただし5号機ではその価値が大きく下落し、長い前兆演出を全部見ることは純粋にペイアウトの低下に直結するだけであるために、長い前兆演出を行うことはRT中またはRT突入演出を除き好まれなくなっている。
全ツッパ
投資額がかさんでもかまわず打ち続ける行為。全ツとも略す。元は麻雀用語。設定6や高設定を確信すれば基本的に閉店まで打ち切ることが基本なので、ほぼこの状態になる。対義語はヘタレヤメ。

## その他のパチスロ用語（た行）
台移動
現在では、出玉を持ったまま別の台へ移動できる「台移動自由」の店が多いが、別の台で遊技を始める前に前の台で出した出玉を交換させる「台移動禁止」の店も換金率の低い店では見られる。
単発
当選したボーナスが1回だけの様子、またはその出玉が飲まれてしまった様子を示す言葉。元々はパチンコの｢確変｣に対する｢単発｣に由来。4号機後半ではATやストック機能があったため、パチンコと似たような意味合いでも使われていた。現在の機種ではボーナスは自力での当選となるため、前述の様な意味合いは薄いが、ART機種の登場により、解釈は異なるがこの言葉の意義が復活しつつある。
タイアップ（機種）
機種におけるモチーフ・テーマに著名人、作品などをフィーチャーした機種を指す。元々の知名度があるため、販売面でのリスクが少なくある程度のヒットチャンスが見込まれ、また新規客層の獲得にも一役買っている。近年はタイアップ機種のピーク時期でもあり様々な機種が存在するが、飽和状態になった現状では遊技台としての質の低下も一部で指摘されている。パチンコやパチスロのタイアップにより世間一般でもリバイバルブームとなった人物や作品も数多く、歴代販売台数でトップとなった『北斗の拳』はその代表格である。メーカーによってタイアップ機種のリリース比率は異なり、特に大物タイアップ機種においては（版権などが絡むため）豊富な資金源を持つメーカーに多い。
大量獲得機
BIG中、一般的な機種よりも多くのメダルを獲得できる機種。詳細は該当項目を参照。
チェリー
小役の一種。ほとんどの機種でレア小役とされており、チェリーの成立をきっかけにボーナスゲームが始まったりと、打ち手に有利にはたらくことが多い。他の小役、或いはボーナス図柄は3つのリールで一直線に揃う必要があるが、チェリーは特定（多くは左）のリールに1個出現するだけで成立とみなされる。この場合、残りのリールに描かれたチェリーは演出の為に存在するだけだが、例えば一直線に揃うもの（三連チェリー）を強役、そうでないものを弱役と区別するなどして、同じレア小役でも期待度に差を持たせることができる。これにより、第1停止でチェリーが確定してからも、第3停止までチェリーの強弱がわからず、ゲーム性が高められている。また、左リールの上下段に比して中段にチェリー（中段チェリー）が止まる確率が極端に低く設定されている（数千～数万分の1）機種が多く存在し、こうした機種では中段チェリーを機に大量獲得に繋がることも少なくない。
チャレンジタイム
CT。いずれかのリールを無制御（＝直ちに止まること。ビタ止まり、ビタともいう）にすることにより、目押しで自由に小役を揃えられる役（ただしリプレイとボーナスは不可）。ただし、5号機のCTは「規定枚数の獲得で終了するボーナス」の扱いとなっており、1コマまでのスベリが認められるなどの違いがある。詳しくはリンク先参照。
チャンスゾーン
1. パチスロ必勝ガイドやパチスロ攻略マガジン等の攻略雑誌において表記されるストック機におけるボーナスやARTが当たりやすい（放出される割合が高い）とされるゾーンの事、高確率ゾーン等とも呼ばれ主にボーナス終了後から規定Gまでを指す事が多い。5号機でも周期等によりARTに突入しやすいとされるチャンスゾーンの存在がある。（例として『押忍!番長2』、『リングにかけろ2』『モンキーターン』など)
2. 5号機で、RTへ入る準備段階の状態。RTに突入するためのアシストに従えば（アシストがない場合は自力で）、RTへ突入する。

チャンス目
AT機・ST機においては「何らかのボーナス・ATの当選契機を期待できる出目」、5号機やそれまでの一般的なリーチ目主体のパチスロ機においては「ハズレや小役の取りこぼしかボーナスである出目」を意味する。詳しくはリンク先参照。
チャンスリプレイ
リプレイの一種。特殊リプレイとも呼ばれる。揃うラインや図柄等で、通常のリプレイとの違いを出している、ボーナスの重複のほか、ART搭載機ではARTへの突入率や上乗せの期待値を高くしている機種があるため、通常リプレイと区別している。通常チャンリプなどと呼ばれている。一部の機種では特殊な呼び方もある。（例：コードギアスシリーズ…ギアス目リプレイ、エウレカセブンAO…クォーツリプレイ）
注射
正規の基板に対し、電源起動後にROMから読み込まれたプログラム（RAM）を書き換え、台を裏モノへと変貌させる行為。電源を落とせば通常の基板に戻るため効果は一時的で、営業開始前に毎回作業する必要があった。不正基板で営業するよりも検査で見つかる危険性が下がるが、書き換え失敗で基板自体が故障・破壊され使用できなくなるケースもあった。これらの効果時間や副作用が注射に似ているとして連想された。
貯(ちょ)メダル・玉
出玉を店に預け、カードなどに記録しておき、貯めておくこと。メリットとしては、通常通り交換した場合は端数が出た分のメダルが無駄になったり、不要の景品に交換せざるを得ないこともあるが、このシステムでは次回来店時にその分のメダルを使い遊技することができ、無駄が出ない。また、換金率の低い店では換金ギャップの不利を回避することが出来る。一方で、知らない間に換金率が下がってしまったり、カード等を紛失してしまった場合のデメリットもある。
ツイン（トリプル）ビッグ
→獲得枚数変動機能
ツモ（自模）-る
「引く」や「GET」と同義語。「設定6をツモる」等という。語源は麻雀用語の自模から。
低玉貸し営業
通常、メダルの貸出は1枚20円が主流であるが、この貸出レートを引き下げ｢10円スロット（10スロ）｣｢5円スロット（5スロ）｣といった形で営業を行うホール。10スロであれば千円でメダル100枚、5スロなら同200枚になる。パチンコにおける貸出レートの引き下げの流れを受け、2007年後半から続々登場し始めた。店舗全体ではなく、一部のシマ（機種）やバラエティコーナーのみに適用される場合もある。高設定台も比較的多く低投資で長く遊べるなどの利点があるが、店側からすれば当然貸出レートが低ければ低いほど利益も下がるため、換金率は著しく低くせざるをえず、客が勝つことは難しい（レート20円に比べて10円の店ではおおむね4割、5円の店ではおおむね1割程度に設定されることが多い）。そのため、プレイヤー側、ホール関係者共に、推進派と反対派の温度差は大きいのが現状。また、現状のスペックと換金率におけるバランスの悪さも問題点として指摘されている。なお、逆に40円 - 100円の高レート営業を行う無許可店舗も増えており、歌舞伎町や道頓堀などに点在する（摘発事例もある）。
出玉保障
主に閉店時において、その後の出玉が確定している場合、店側がプレイヤーに対し直接的に出玉を与えること。「ATの未消化ゲーム数×●枚」や「BIG1回分」など。店により保障の有無があるので、確認が必要。近年の風営法改正の流れで最近では自粛の方向。
鉄板
信頼度100%のこと。語源は競輪用語。ボーナスが確定するプレミアム演出やBIGが確定するリーチ目などを指す。ただし、ごく稀にプログラムのバグなどで確定ではないことがあるため、攻略雑誌などでは信頼度100%と謳っていないこともある。また最高設定を確信出来た時などにも使われる。
天井
ストック機・AT機におけるいずれかのボーナス（またはそれに近い役、ATなど）が一定の条件を満たした場合必ず成立すること。5号機では、ボーナスではなくRTなどの特典が付与されるゲーム数のこと。6号機では有利区間の関係で、特典が有利区間ゲーム数内に収まる位置に設置されていることが多い。詳しくはリンク先参照。
テンパイ
2つのリールを押した時点で、同一図柄が当選ライン上に並ぶこと。パチンコにおける「リーチ」に同じと考えて差し支えない。テンパイ図柄、もしくは当選ラインが2種類だと「ダブルテンパイ」（ダブテン）、3種類だと「トリプルテンパイ」（トリテン）と称される。テンパイ自体は頻繁に発生するが、特定条件下での発生はチャンス目、リーチ目とされることが多い。由来は麻雀用語の聴牌から。
同時当選
5号機より搭載。文字通り、小役またはリプレイとボーナスが同時に成立すること。これとは逆にボーナスフラグのみ成立した場合は、単独（当選）と呼ばれる。同時成立、重複当選とも呼ばれる。規約改定前は、取りこぼしがない限り、通常はボーナス図柄のほうを優先して引き込み、ボーナス図柄が引き込めない場合のみ小役図柄を引き込んでいたが、改定後は小役を優先する制御となったため、通常は小役を優先し、揃えられない位置で停止させた場合のみボーナス図柄を引き込むようになった。ただしリプレイとボーナスの同時成立の場合、必ずリプレイ図柄のほうを引き込む（改定後も同様）。後項の「同一フラグ」と酷似するが、システムは別物である（5号機では「同一フラグ」は禁止されている）。これにより、小役成立でも期待感を持って遊技することができる。同時成立の可能性がある小役の出現率と重複率は、一般的に反比例しているため、出現しにくいものほどボーナスの期待が持てる。機種によっては特定条件下（演出・当選ラインなど）で期待度を変化させている。現在の5号機の主流となっている。なお、ボーナス同士の同時成立はできない。
同一フラグ
特定の小役フラグ当選時に、リール制御振り分け（押した位置や押し順、ランダム等）にてそろう小役を変化させることで、見かけ上1Gに複数の小役が成立しているようにすること（4号機の規定上、1G中に複数の役が当選することを禁止している）。『スーパーブラックジャック』（NET）での押し順の違うベルとチェリー（通常時）、『キングパルサー』（山佐）の通常時における角チェリーと中段チェリー、『吉宗』（大都技研）の内部JACインフラグ成立時や1G連抽選対象小役である松成立時の逆押し俵揃い（BIG中）、『功夫烈伝』（山佐）のJACイン（順押し）と小役（逆押し）、『ドンちゃん2』（アルゼ）の複合役当選時の2枚チェリーのみ、4枚チェリーのみ、提灯のみ、4枚チェリーと提灯の複合（BIG中）など。5号機では逆に同一フラグが禁止されており、複数のフラグを同時成立させることで同一フラグに見せかけている。
等倍返し
3号機以前に搭載されていた機能で、ボーナスフラグが成立すると小役の払い出し率が90 - 100%程度に上がり、目押しができない人でもあまりメダルを減らさずボーナスを揃えることができた救済機能。これを利用した攻略法なども存在したため、4号機からは禁止された。
特殊リプレイ
チャンスリプレイを参照。
取りこぼし
特定のフラグ（図柄）が成立しているにもかかわらず、目押しミス等によって（引き込まれる事無く）揃わなかった状態を指す。揃えられなかった為払い出しは得られず、わずかながらではあるが機械割が低下する。一方、配列上すべて取りきることが不可能な小役（主に左リールでいくつかの図柄から選択するもの）や、入賞させるとパンクしてしまうため、あえて取りこぼすこと（リプパンはずし）によりRTを継続させる機種もある。なお、ボーナス役の取りこぼし時のみ現れる出目は「リーチ目」と定義される。また、同時重複する期待が高い小役を取りこぼした場合など、ボーナスの期待がある出目を「チャンス目」と呼ぶ。

## その他のパチスロ用語（な・は行）
生入り
リーチ目や告知で察知せず、そのゲームでボーナスが成立し、目押し等を意図せずにボタンを停止させた際、偶然ボーナスが揃ってしまうこと。ボーナスフラグを察知せず次ゲーム以降で揃った場合は、厳密には生入りとは呼ばない。ノーマル機では弊害は全くなく、わずかに得をする計算になる（小役重複の場合は、小役を奪取した方がいい場合もある）が、完走型のAT・RT・ART搭載機では生入りさせてボーナスを揃えてしまうと損をするケースがある。
ノリ打ち
2人以上で遊技し、全員の収支を均等に分配すること。ノリと略すこともある。メリットは展開上のリスクヘッジが可能なことと高設定を確保できる率が高まること、デメリットは大勝ちしても分配されてしまったり、金が絡むため信頼関係を損ねる可能性がある、店の移動がしづらいなど。4.1号機時代におけるAT機全盛期には、最高設定（またはAT長打などの好展開）を確保した者以外全員が順次遊技から離脱するという戦略（終日で期待できる獲得枚数が1万枚を超える機種も少なくなかったため、全員分の十分な利益が確保できる）が横行するほど、絶大な効果を発揮した。
ハイエナ
ボーナス直後に当選確率が高くなる機種、天井が搭載された機種において、そういった期待度の高い回転数や天井間近の台、リーチ目が出ている台、高設定台らしき挙動をしていた台など、前の客がやめた台に狙いをつけて打つこと。エナと略す。またそれを専門にする人。詳しくはリンク先参照。
ハウスモノ
裏モノの一種。ホールが独自に裏物業者等で作らせた、その店独自バージョンのB物（裏物）のこと。そのためノーマルに近い状態にすることや通常の裏モノ以上に波を荒くすることも可能であった。
バウンド（スタート・ストップ）
バウンドスタートはリール回転時、バウンドストップはリール停止時に図柄が「ブルッ」と震えるように見える演出。バウンドストップは山佐の『ナイツ』で初搭載され、以降同社のリリース機種に多く見られる。他社機種における採用も少ないながら存在する。いずれも一つの演出効果であり、「小役orボーナス」や「ボーナス成立」など、チャンスとして扱われることが多い。バウンドさせる方法を簡潔に説明すると、停止するまでの動きに若干の余裕を持たせる通常の止まり方と異なり、余裕を持たせず急停止させることにある。そうすることで、リールそのものに振動が発生し、図柄がバウンドして止まった様に見える、という仕組である。5号機では当初禁止されていたが、演出面に関する規約が変更され『ケロット2（山佐）』で復活した。
バケ
レギュラーボーナスのこと。語源ははっきりしないが、「BIGがREGに化けた」や、「すぐ消える（出玉が少ない）のでお化け（幽霊）」とBIGでなかったことを自嘲して使われる。
ハマリ
長いゲーム間、ボーナスなど出玉増加の契機に当選しない状態を指す。「ズルズルと深みにはまる」という意味から。天井がない機種では主にヤメ時のポイントでもある。
パロット
パチンコ玉で遊技するパチスロ。詳しくはリンク先参照。
パンク
BIG中に最大回数のボーナスゲームを獲得できず、小役ゲームを全て消化して、ボーナスが終了すること。また、集中役やRT、AT、ART中に目押しミスをしたりパンクのフラグに当選して終了してしまうこと。詳しくはリンク先参照。
引き
運の要素全般を指す言葉。ボーナスの引きが強い、入場抽選の引きが最近悪い等と、強弱、良し悪し等で表される。引きが強い・良いと「引き強（ヒキツヨ）」、反面、引きが弱い・悪いと「引き弱（ヒキヨワ）」などとも言われる。基本的に根拠は一切なく、広義的に見ればオカルトの一種と言えるが、堅実に勝ちを求めるプレイヤーでもこの言葉はよく使用される（逆に一見オカルトのようでも、裏付けがある場合もある）。
引き戻し
AT、AR、ART等のフラグを消化後、再度フラグ状態に入ること。ある一定の割合で引き戻しを引く確率は決まっている（例：忍魂、蒼天の拳のART）。フラグ終了後に自力でフラグを引いたり、ボーナスを自力連チャンさせることもこう呼ぶ場合がある。
ビッグ
特定の図柄が揃うことにより、一定の範囲で連続して払い出しを受けられるゲーム。「ビッグチャンス」とも言い（ユニバーサル系列機種に多い）、「BIG」、「ナナ」、「BB」（BIG BONUSの略）等と略されることが多い。沖縄では「マギー」「セブン」とも呼ばれる。

ビタ押し
図柄を狙った位置に1コマの精度でぴったり目押しすること。かつてはビタ押しの出来不出来で出玉に大きく関わる機種も多かったが、近年、特に5号機ではビタ押しをせずとも獲得枚数に大きな差が出ない機種がほとんどである。ただし、ビタ押しができることにより早めのボーナス察知などにつながったり、遊技そのものを楽しめたりというメリットがある。
ビタ止まり
1コマ未満のスベリでリールが停止すること。「0コマスベリ」ともいう。「スベらずにリールが停止すること」と説明されることもあるが、実際には1コマ未満のスベリが発生している。
ピン打ち
基本的に一人で立ち回ること。ノリ打ちの対義語。
フラグ
語源はコンピュータ用語からの援用。何らかの役に当選した状態を指す。当選した状態を「-が立った」と表現する。小役もボーナスもハズレも全てフラグの一つとする。規定上では一般的に小役フラグの次プレイ以降への持ち越しは認められず毎ゲームリセットされ、ボーナスフラグは持ち越しが認められる。但し、ボーナスフラグを意図的に持ち越さない（消滅させる）機種も存在する（代表例:『ギャンブルコンボ2』）。5号機では消滅させることは禁止された。
ブランク（図柄）
リール上の図柄で払い出しに関わらない図柄を指す。払い出し自体は得られないものの、何らかのチャンスやボーナス等の成立を示すことが多く、「アツい」瞬間であることが言える。「0枚小役」とも称される。また台によっては、極端に薄い色で印刷されてほとんど見えない図柄が存在することもあり（『美麗II』（バルテック）など）、その図柄を「ブランク図柄」ということもある。
フリー打ち
通常時に目押しや小役狙いを一切せずに適当に押すこと。詳しくはリンク先参照。
フリーズ
通常プレイ中であるにもかかわらずプレイヤーの操作を受け付けなくなった状態。一般的にはレバーを押してもリールが回らない状態をこう呼ぶことが多い。常に内部で抽選を行っており、当選すると大量出玉の引き金となる。5号機では禁止されていたものの2008年3月の規制緩和で認められたが、それ以前にも「リール停止後にベットを受け付けない」などといった、あくまでもメダル投入からボタンを押すまでの期間を「プレイ」と解釈し、全リール停止後にフリーズが発生する機種も登場した。確率は機種によりかなり差があり、概ね4092分の1から163840分の1である。
フルウェイト
常にウェイトがかかっている状態＝最速で打つ事。
フルーツゲーム
集中役の一つで、一定ゲーム間の小役確率が上がる。2～3号機に搭載された。『バニーガール』（『スーパーバニーガール』）では、状態により5ゲームもしくは60ゲームが選ばれ、60ゲーム続けば約180枚獲得できる。同時期にシングルボーナスの集中役を搭載していた『アラジン』に比べ、穏やかだった。『スーパープラネット』ではBIG終了後に突入し、1/35のパンクフラグを引くまで、メダルを現状維持させる。
ベース
1ゲーム当たりで、投入したメダルに対して返ってくるメダルの期待値。例えば「ベース50%」の場合、ハズレも含めた全小役の平均値としてメダル3枚投入に対し50%にあたる1.5枚が期待値となる。
ペカ（る）
北電子の機種｢ジャグラー｣シリーズでのみ使われる言葉。ボーナスを告知するGOGOランプの光り方に由来している。同シリーズの元祖｢ジャグラー(1997年発売)｣の告知では告知音も伴わず、更にはランプ裏の豆電球まで透けて見えてしまい、他社の機種に比べれば地味に見えざるを得なかったのだが、この特徴的な光り方にいたく魅了された当時のプレイヤーから、揶揄と愛着を持って命名された。5号機となったジャグラーシリーズでもこの呼び名は健在であるが、メーカー自身が「豆電球の様なペカり方をLEDで表現するのにえらく苦心した」と当時の開発状況を語るエピソードがある。尚、この機種では先告知のことを「先ペカり」と言う。
　ベタピン
　全台設定1にしてあること。また、台のほとんどが設定1で、1でない台でも高設定（設定4･5･6）が使われていないこと。またはその状態をしばらく放置しておくこと。ピンはサイコロの目の1が語源。
ヘタレヤメ
投資がかさんだりハマリが深くなった時に萎えてしまい、高設定を期待できる段階でも撤退すること。対義語は全ツッパ。
ペナルティ
AT機などにおける、押し順などの指示をプレイヤーが守らなかった場合の措置。ペナルティ中はAT抽選が行われない、当選しても発動させない、などがある。
ベル
小役の一種。鐘を模した図柄が揃うことで成立する。和を基調とした機種では鈴や俵でも表現されるが、黄色い図柄はほとんどの機種で慣用的にベルと呼ばれる。メダルを出すための小役であり、AT機を除けば大当たり中でなくともそこそこの頻度で成立し、機械割・ベースを上げるのに一役買っている。また、カジノのスロットマシンは大当たりした1回転で当選枚数が全て払い出されるが、パチスロは法律上1回転での払出上限が15枚までと定められているため、例えば払出360枚のボーナスが成立した場合、そこからベルが24連続で成立することで達成される（そのようなリール制御の状態となる）。
変則打ち
順押し以外の変則的なリールの押し順のこと。ハサミ打ちは、左・右・中リールの順に押す打ち方。中押しは、中リールを最初に、逆押しは右リールを最初に止める打ち方。どちらも2番目は左リールを止めることが多い（右・左・中の順に押す打ち方は逆ハサミ打ちと呼ぶ）が、狙い方によってはそうでない場合もある。機種によっては変則打ちで成立しているボーナスや小役をいち早く察知する事が可能であったが、一部機種では変則打ちを行う事でペナルティが発生する機種が登場する。
ホール割
実際にホールで稼動した台から収集した数値を基にした、実践上の機械割のこと。小役の取りこぼしやボーナス入賞までのゲーム数が長いなどの理由により、メーカー発表の機械割に比べて下がりやすい。また、AT・ART搭載機は閉店時に取りきれない場合があるため、同一条件で延々と打ち続けるメーカー発表の機械割に比べて大幅に下がることが多い。

## その他のパチスロ用語（ま行）
万枚
遊技終了時、または遊技中における純増枚数が1万枚をオーバーすること。パチスロプレイヤーにおける夢の大台。「裏モノ」と呼ばれる違法機を除き、ストック機能・AT機能等が搭載されるまでは至難の領域とされていたが、｢出玉インフレ｣と代表される4.1号機時代には比較的安易に達成されていた。こういった場合、破壊的な機械割が計測される。5号機でも1万枚を超える純増は理論上ありえるが、期待値としては歴代で最も低い水準にある。また、そのポテンシャルの高さを持つ機種においても、検定不適合とされ、販売出来ないことがある。
前告知
先告知参照。
みなし機
保通協の検定切れが目前である、もしくは既に切れている機種を指す。検定が切れると、故障の際に修理ができないなどのデメリットが発生するため、新台と差し替えられる対象になりやすい。逆を言えば、みなし機そのものは稼動人気が高く、入れ替えられず長く設置され続けたということなので、名機として位置づけられる。4号機以前の機種においては2006年6月20日が撤去期限で、これを超えて稼働、設置を行った場合は営業停止などの行政処分となる。（電源を入れないなどではなく、島から完全に外すことが要求されている）5号機の場合、警察による再検定を受けることにより設置期間をさらに3年延長することもできるが、期限切れ後もそのまま設置することも可能である。
無音
通常ならレバーON時やボタン停止時に発生する音が、あるプレイだけ何も鳴らないこと。何らかの大チャンスが到来していることを示唆する。『ホットロッドクィーン』(オリンピア)や『ジャグラーTM』(北電子)では、これが発生するとBIG確定となる。ほかに『北斗の拳』（サミー）ではバトルボーナス確定演出。
無制限(営業)
遊技途中にBIGを引いても交換する必要が無く、閉店まで無制限に続けられること。1回交換の対義語。現在ではこの方式の形態が主流となっている。
目押し
特定箇所の図柄を狙って止めること。「出目を押す」の省略。パチスロの遊技における重要な技術介入要素であり、多くの台では「ボーナスを揃える」「指定された図柄を停止させる」などの場合に目押しを行う必要があるが、近年では目押しが一切不要な機種も存在する。種類は「タイミング押し」（特定の図柄を目安にしてタイミングを取る）「直視」（全てのリールの図柄を見る）「継ぎ目押し」（リールに貼られた紙の継ぎ目を目安にする）。いずれにせよ、一定の動体視力・タイミング感覚が必要。
萌えスロ
美少女キャラクターなどのいわゆる「萌え」要素を前面に押し出したスロット。従来機よりキャラクター・演出面を強化することで新たな客層の取込みが図られている。詳しくはリンク先参照。
モーニング
開店時に店側が予めボーナスフラグ、もしくはボーナスなどの当選契機となるチャンスを成立させている台。風営法では禁止されている。かつては黙認されていたが、かつての「イエローキャンペーン」により厳密に摘発されるようになった。また、近年の機種の性質上、告知を伴わずボーナスを成立させるという状態にするのが難しいため、ほとんど見ることができない。詳しくはリンク先参照。

## その他のパチスロ用語（や・ら・わ行）
宵越し
閉店時に潜伏しているAT・ARTや天井間近の台を翌日の開店から狙う行為。大抵は設定変更等で消滅することが多いが中には設定変更をしても消滅やゲーム数が変更しない機種や、設定変更直後のみ期待値が高まる（当たりやすい）機種もあるため有効な手段の1つとなる。
養分
負け組のこと。ホールと勝ち組に比して、マイナスイメージのある表現として使用されることが多い。一方で、「業界の根幹を支えている」という見方もある。
予告音
通常ゲーム時にはリールが回転するときまたはレバーon時に効果音が発生する機種が多いが、特定の小役成立時や演出発展時に音が変化する。『大花火』の場合、通常の回転開始音が若干間延びした場合には「チェリーまたはボーナス」という演出となる。また、『アラジン2エボリューション』ではかつてのサミーの機種の効果音に変化するとボーナス確定などの演出がある。
リーチ目
通常プレイ中にボーナスが確定する出目。初期の頃は「ボーナスが成立している状態だが揃えられなかったときに出る、ボーナス取りこぼし出目」であったが、5号機以降のボーナス同時成立専用出目が出ることがある（中段チェリーなど）。の詳しくはリンク先参照。
リーチ目表
その機種における主なリーチ目を並べたもの。掲載されている出目は、通常、3枚掛けで左リールを第1停止とし、さらに小役が揃わなかった（取りこぼしは不可）ときのものである。メーカーがシール状のものを用意し、ホールが台や周辺に貼り付けていることが多い。また攻略雑誌にも掲載されており、こちらはメーカー発表のリーチ目以外にも雑誌側で独自に調べた物も含まれている。
リセットモーニング
朝一に電源や設定をリセットすることで通常より当たりやすくなる現象。リセモと略す。詳しくはモーニング (パチスロ)を参照。
リプレイ
再遊技が当選すること、またはそのフラグのこと。リプと略す。次プレイはメダルを投入せずとも前回の抽選で使用した枚数と同じ数だけメダルが投入されたとみなして抽選が行われる。詳しくはリンク先参照。
リプレイはずし
BIGの小役ゲーム時の打ち方。5号機には存在しない。詳しくはリンク先参照。
リプレイタイム
リプレイの確率が変動した状態。RT。一般にはリプレイ確率が上がりコイン持ちを良くする機能だが、ストック機などではストックされたボーナスの放出コントロールとして、ボーナスを揃えさせないために存在するもので、実際にリプレイが頻繁に揃う訳ではない（制御でリプレイも取りこぼしとなる）。なお、5号機では成立したリプレイは必ず揃う。詳しくはリンク先参照。
リール制御方式
リールをどのように止めるかを決定する方式。コントロール方式とテーブル方式の二通りがある。コントロール方式は4号機以前の機種の主流で、ボーナスフラグが立った場合、ボタンを押した位置から最大4コマまで引き込んで止める方式。そのためボーナスが成立するとリールがスベるようになる。対してテーブル方式は4号機以降の主体となる方式で、ハズレを含む成立フラグでそれぞれいくつかのリールを止める位置を決めた「テーブル」を設定し、そのテーブルに従ってリールを止める方式。役によってはテーブルが複数通りある場合もある。設計に膨大量の情報が必要であるが、コントロール方式に比べ、多彩な停止パターンを演出できる利点を持つ。ただし、5号機では一つのフラグ状態に対して一つのテーブルしか持てない。
レア役
成立確率の低い小役を指す。チェリーやスイカが選ばれていることが多い。その中でも成立しづらいものを強役''、比較的成立しやすいものを弱役に分けることもある。5号機においてはボーナスとの同時成立の期待が持てる他、ART機ではART突入契機として用いられる（一部の機種ではボーナスとARTが同時当選となる小役もある）。
レギュラー（ボーナス）
3号機以前ではJACゲームを12ゲーム行うか6回当選まで4号機の概念ではJACゲームを12ゲーム行うか8回当選まで継続する台が一般的。RB、REG、バー、バケなどと略される。前者2つについてはレギュラー（ボーナス）の略称であるが、3号機以前はREGが主体となるゲーム性の機種が多かった事から通常のボーナスをREGと呼び、獲得枚数が多いボーナスをビッグボーナスと呼ぶようになった。また獲得枚数からBIGに対しREGをスモールボーナスと付けていたメーカーもある。「バー」については、多くの機種でのREGはバーが揃う事が発動条件であることによる。また「バケ」については「BIGがREGに化けた」などの諸説があり、このことから年配者では「オバケ」と称する人もいる。その他、沖縄では「ベイビー」とも呼ばれる。払い出し枚数が100枚前後（機種によってはそれ以下）と言うことで嫌われる傾向があるが、山佐の『天下布武』の決戦REGや『メフィスト』のREGなど、払い出し枚数そのものは少ないもののその後のモードが優遇されるという理由でプレミア扱いされるREGもある。5号機では4号機以前と同じ概念のREGのほかに、獲得枚数の少ないボーナスゲームをも含む呼び方となる。その他にもアントニオ猪木シリーズやエウレカセブン等の様にレギュラーのみ特典をつけてビッグとの格差を縮める機種も多くなった。その半面、4号機の吉宗や主役は銭形の様にビッグは極端に獲得枚数が多く連チャンチャンスがあるがレギュラーは全く利点がない機種も存在した。
連続図柄
同じ図柄が同一リールの上下に連続して並ぶとき、その図柄をいう。連続する数によって「2連図柄」「3連図柄」などと呼ばれる。現在は「4連図柄」が最大である。また、連続する図柄によって「2連7」「3連ドンちゃん」のように呼ばれることもある。連続するボーナス図柄がすべて枠内に止まると（打ち手に与えるインパクトが大きく、見た目にも美しいため）リーチ目になることが多く、特に左リールの場合は1確（後節の『1確』および『リーチ目』の項参照）になることもある。同一色の図柄が連続するため目押しもしやすく、BIG中に目押しポイントとなる場合も多い。しかし、連続図柄の周辺の配列に制限が生じ、特にボーナスやブランク図柄の3連以上があるポイントは、小役を引き込まないポイントとなることが多く、通常時からこればかりを狙って止めていると著しく不利になる機種がほとんどである。
連続演出
特定小役を引いた後に数ゲームかけて行われる演出で、ボーナスの期待が高まる。機種により違いがあるが、連続すればするほどボーナス成立の可能性が高い。液晶画面が登場した4号機以降に採用されることが多い。パチンコの連続演出は疑似連がからみ、厳密的にはその回転で行われる事が多いが、パチスロの場合は同一回転ではなく数ゲーム経過する。あくまで演出なので、途中で揃えることも可能だが、演出を見せるためにRTが始まったり、演出を見終えないとモバイルサービスの達成率が上がらない機種もある。

## その他のパチスロ用語（アルファベット・数字）
ANY
リーチ目表や配当一覧によく書かれている文字。「ANYTHING」のこと。つまりリール箇所にANYと記載されている場合、何が停止しても可ということである。また役の配当表で、チェリーなどの1リール確定小役のときに、払い出しと関係ないリールの図柄を記載する代わりに「ANY」と書かれることもある。
ART（ASIST REPLAY TIME）
アシストリプレイタイムの略。
ART機
ART中とそうでない時期で出玉をコントロールする機種のこと。
AT（ASIST TIME）
アシストタイムの略。
AT機
AT中とそうでない時期で出玉をコントロールする機種のこと。
BIG（BONUS）
ビッグボーナスのこと。BB（こちらは『北斗の拳シリーズ』のバトルボーナスの略するときにも使われる）。
BADポイント
リール配列上引き込めるのに、制御によって引き込まない位置のこと。いじわる制御とも呼ばれる。
CT（CHALLANGE TIME）

DDT打法

G
ゲームの略。P(プレイ)と同義。
k
1,000円の単位を示す隠語。1,000を指す単位（kilo）からこう呼ばれる。6千円は6k、2万円は20kという風に表記する。また、かつてメダル貸し出し機が一般的でなかった時代、カウンターで銀行の棒銭の様にしてある50枚のメダルを1,000円で交換していたことから、「k」ではなく「本」と表記することもある。
KKK打法

RAMクリア
内部で保存されている情報を初期化すること。通常店側で行われる設定変更とは異なり方法が難しく、店側でも安易にRAMクリアできないようになっている。ストック機などの場合ストックが全て消滅する機種もある。違法行為ではないが、繰り返すことで基板や本体へダメージが残り、挙動がおかしくなる可能性がある。
REG(REGULAR BONUS)
レギュラー（ボーナス）の略。RB。
RT（REPLAY TIME）
リプレイタイムの略。　
RT機
RT中とそうでない時期で出玉をコントロールする機種のこと。
SIN（SINGLE BONUS）
シングルボーナスの略。SB。
ST（STOCK）
ストック機能の略。
1確（いちかく）
1リール確定の略。ワンリール確定（わんかく）とも呼ばれる。一般的にはある1リールを停止させた時点でボーナスなどが確定するリーチ目を指す。また、AT・ART役などを搭載している機種においては、AT発動・終了など以降のゲームの流れが大きく変化するであろう出目もこう呼ばれる。逆にそれらの不成立（もしくは、単なる取りこぼしなどの大きなメリット・デメリットをもたらさない出目）が確定する場合は基本的に使われない。1確の一例を挙げると、特定図柄の停止、演出表示された役がリール上で否定（枠外やラインがずれて停止など）される、リール停止時にボーナス告知が発生する、など。そのままボーナス等を揃えられる状態も考えられるため、厳密なリーチ目の定義と異なるが、「ボーナスなどが外見から確定する」という広義的な意味が認識されており、一般にリーチ目と表記される。また2リール停止で確定するリーチ目は2確と呼ぶ。似たような用語に「ゼロ確」があるが、こちらはリーチ目には含めず、演出の一種である（該当項目参照）。
1G連ボーナス終了後、1ゲームで連チャンすること。大都技研の『シェイク』や『吉宗』、オリンピアの『南国育ち』などに搭載された。また同様の仕組みとして、例えば『主役は銭形』では3G連というものもある。特定ゲーム数の後にボーナスがくるというのが「○G連」なので機種によってはREGを引くこともあり、必ずしもBIGが連チャンするわけではない。
1回交換
BIGを引くたびに全ての出玉を交換する営業方法。1号機から2号機時代によく行われていた。特に換金率が等価以外の場合、換金ギャップが生じるので高設定を使いやすく、イベントの時に行う店があった。対義語として無制限営業。
10スロ・5スロ（じゅっすろ・ごすろ）
→低玉貸し営業を参照。

## 個別の脚注
1. ↑  “【特別寄稿】パチスロ6.0号機の現状と今後の展望（WEB版 前篇）／鈴木政博 | 『遊技日本』”. yugi-nippon.com (2019年9月16日). 2019年9月21日閲覧。
2. ↑  文書撤回もサブ基板交換の実施に向けて協議
3. ↑  計算ではリプレイも小役（3枚）とみなす
4. ↑  代表的な発生確率は、8192/1、16834/1、32768/1、65536/1、131072/1など
5. ↑  “３１回転目「養分あってのパチ業界」”.  日刊スポーツ新聞社. 2013年4月21日閲覧。